# Jan Švankmajer
Jan Švankmajer (* 4. září 1934 Praha) je český filmový režisér animovaných, loutkových i hraných filmů, animátor, spisovatel, dramatik a výtvarník. Věnuje se kresbě a volné grafice, koláži, keramice, taktilním objektům a asamblážím. Počátkem 60. let se zabýval informelem, který se později stal významnou součástí vizuální podoby jeho animovaných filmů. Je čelným představitelem pozdního českého surrealismu. Ve své filmové tvorbě vytvořil nezaměnitelný a zcela specifický styl, určovaný především nutkavě nesamozřejmou kombinací vnějškově nesourodých prvků. Antivýtvarnost tohoto postupu, založená na koláži nebo asambláži, působí jako významotvorný činitel. Sám autor tvrdí, že intersubjektivní komunikace mezi ním a divákem funguje pouze prostřednictvím vyvolaných asociací a své subversivní poslání jeho filmy splňují jedině tehdy, když i v těch nejfantastičtějších momentech vypadají jako záznam reality. Některá díla vytvořil společně se svou manželkou Evou Švankmajerovou.

## Život a filmová tvorba
Otec Jana Švankmajera byl aranžér výkladních skříní a matka švadlena. Jeho dětství zásadně ovlivnilo domácí loutkové divadlo, které dostal jako osmiletý chlapec na Vánoce a postupně si pro něj sám vyráběl loutky a maloval kulisy. Švankmajer přiznává, že od té doby jsou loutky pevně zakotveny v jeho mentální morfologii a uchyluje se k nim vždy ve chvílích, kdy se cítí ohrožen realitou okolního světa. Vnímá je nejen v souvislosti s divadlem, ale jako rituální symbol užívaný v magii. Ludikativní princip, na kterém je založena Švankmajerova tvorba, má prameny v jeho dětství. V letech 1950–1954 absolvoval scénografii na Vyšší škole uměleckého průmyslu v Praze v Křižovnické ulici u prof. Richarda Landera, kde navrhoval a vyráběl loutky a kulisy. Mezi jeho spolužáky byli Aleš Veselý a Jan Svoboda. Poté studoval obor režie a scénografie na katedře loutek Divadelní fakulty Akademie múzických umění v Praze (1954–1958), kam Lander v té době přešel jako pedagog. Na škole i v době nejtužšího stalinistického režimu panovala liberální atmosféra a mezi studenty kolovaly zakázané knihy o francouzském moderním umění, které přinášel učitel malby Karel Tondl. Mezi jeho spolužáky patřil i pozdější filmový režisér Juraj Herz. V závěru studia se zúčastnil poznávacího zájezdu do Polska, kde viděl poprvé reprodukce děl Paula Klee.
Během studia inscenoval hru lidových loutkářů Don Šajn v tehdejším Malém divadle D 34 (1957–1958). Kromě Burianova divadla navštěvoval i Osvobozené divadlo a seznámil se s díly ruské avantgardy (Mejerchold, Ejzenštejn). Ve svém absolventském představení (C. Gozzi, Král jelenem) využil kombinace loutek s živými herci v maskách. Záhy po ukončení studia se v roce 1958 podílel jako loutkoherec na Radokově krátkém filmu Johannes Doktor Faust, inspirovaném lidovými loutkáři. Během natáčení se seznámil se skladatelem Zdeňkem Liškou, kameramanem Svatoplukem Malým a výtvarníkem Vlastimilem Benešem. Krátce působil jako režisér a výtvarník v libereckém Státním loutkovém divadle (předchůdci Studia Ypsilon). V letech 1958–1960 absolvoval povinnou vojenskou službu v Mariánských Lázních a intenzivně zde kreslil a maloval (Muži, pero, akvarel na mačkaném papíře, 1959).
Po návratu z vojny roku 1960 založil skupinu Divadlo masek, která patřila k divadlu Semafor. Při přípravě první inscenace Škrobené hlavy se zde seznámil s Evou Dvořákovou, se kterou se později oženil. Dalšími představeními Divadla masek byly Johannes doktor Faust, Sběratel stínů, Circus sucric. V roce 1962 vystavil své kresby na chodbě Semaforu a Vlastimil Beneš spolu se Zbyňkem Sekalem, kteří výstavu navštívili, ho přizvali do skupiny Máj. Zúčastnil se čtvrté výstavy Skupiny Máj v Poděbradech (1961), která byla po třech dnech zakázána a poté se členy skupiny vystavoval až do roku 1964.
Avantgardní Divadlo masek programově nevyhovovalo profilaci Semaforu jako muzikálové scény. V roce 1962 ho Jiří Suchý zrušil, ale Emil Radok napomohl angažmá celé skupiny Divadla masek v Laterně magice. V tomto roce Jan Švankmajer podnikl svou první cestu do Paříže. Roku 1963 se Švankmajerovým narodila dcera Veronika. Po odchodu ze Semaforu působil do roku 1964 jako režisér a vedoucí souboru Černého divadla v Laterně magice. Režíroval dvě čísla do programů Variace a později externě také pro Kouzelný cirkus, Ztracená pohádka. Zároveň spolu s Emilem Radokem vymýšlel scénáře pro budoucí filmy.
Roku 1964 natočil svůj první krátký film Poslední trik pana Schwarcewalldea a pana Edgara, který vychází z principů černého divadla. Objevují se v něm prvky typické pro jeho celou následující tvorbu, jako je dynamické využívání montáže a konfrontace živého herce s animovanými předměty. Film byl úspěšný v zahraničí a Švankmajer dostal v následujících letech příležitost natáčet krátké filmy, kde kombinoval loutkoherectví, animaci a prvky hraného filmu. V jeho raných filmech, komponovaných jako krátké grotesky, převládá černý humor a svérázně interpretovaná poetika lidových loutkových her. Ve druhém filmu z roku 1964 - Johann Sebastian Bach: Fantasia G-moll, je výtvarnou složkou jakýsi "manýristický informel" a lze v něm rozpoznat vliv surrealistických fotografií Emily Medkové. Roku 1965 natočil prakticky sám, jen s pomocí Evy Švankmajerové a kameramana Petra Puluje v Rakousku film Hra s kameny. Vyzkoušel si v něm různé animační techniky, později použité např. ve filmu Možnosti dialogu. Pro soutěž v rámci Expo 67 v Montréalu natočil krátký film Man and Technique a podílel se na filmu Číslice Pavla Procházky. Roku 1968 se Švankmajerovi přestěhovali do domu čp. čp. 97/5 ve čtvrti Nový svět.
Roku 1968 podepsal manifest Dva tisíce slov. Po sovětské okupaci v srpnu 1968 celá rodina na popud Evy Švankmajerové emigrovala do Rakouska. Zde natočil svůj druhý film v rakouské produkci ve studiu Petra Puluje (Picknick mit Weissmann). V roce 1968 obdržel na festivalu v Oberhausenu cenu Maxe Ernsta za film Historia naturae. Roku 1969 se rodina rozhodla vrátit do Československa. V roce 1970 se setkal s Vratislavem Effenbergerem a spolu s Evou Švankmajerovou se stali členy Surrealistické skupiny v Československu. V letech 1971–1989 se podíleli na ineditních sbornících Le-La a katalozích Otevřená hra, Sféra snu, Proměny humoru, Obrazotvorné prostory, Opak zrcadla. Po roce 1989 na prvním a jediném čísle sborníku Gambra, poté Analogon.
Během krátkého období do roku 1970 Švankmajer ještě stihl natočit "kafkovské" alegorické hrané filmy Zahrada, Byt a Tichý týden v domě, morbidní Kostnici a "loutkový" film Don Šajn (1970), kde marionety nahrazují živí herci, kteří mají na kašírované hlavě upevněn drát a vodicí šňůry a symbolizují tak téma lidské manipulace a omezení svobody jednotlivce. Po nástupu normalizačního režimu byla Švankmajerovi ztěžována tvůrčí práce zásahy cenzury a jeho hrané filmy Zahrada a Byt skončily v trezoru. Roku 1972 se jako dobrovolník podrobil pokusu s nitrožilním podáním LSD v Ústřední vojenské nemocnici. Experiment měl na něj devastující účinky s úzkostnými stavy, na které vzpomíná ve své tvorbě i po 30 letech.
V letech 1972–1979 měl zakázáno natáčet, protože odmítl přistoupit na kompromisy při postprodukci svého filmu Otrantský zámek podle gotické novely H. Walpola. V letech 1973–1980 se živil jako výtvarník a tvůrce filmových triků ve studiích Barrandov. Roku 1975 se manželům Švankmajerovým narodil syn Václav. V 70. letech se Jan Švankmajer věnoval scénografii v Divadle Na zábradlí, v Satirickém divadle Večerní Brno a zejména v Činoherním klubu, kam ho pozval Jaroslav Vostrý (Candide, Vychovatel, Poprask na laguně, Zlatý kočár). Eva Švankmajerová se na filmech a divadelních představeních podílela jako kostýmní výtvarnice a tvůrce dekorací od roku 1967. Od roku 1976 tvořil spolu se svou ženou Evou keramiku pod společným pseudonymem Kostelec.
Jako trikař a výtvarník se v Barrandovských studiích podílel na filmech Oldřicha Lipského (Adéla ještě nevečeřela, 1977, Tajemství hradu v Karpatech, 1981) a Juraje Herze (Deváté srdce,1978, Upír z Feratu, 1981). Po ukončení zákazu zfilmoval dvě Poeovy povídky Zánik domu Usherů a Kyvadlo, jáma a naděje, kde využil i motivů z díla Villierse de l’Isle Adama. Roku 1981 Jan a Eva Švankmajerovi koupili zchátralý zámek v Horním Stankově, kde si chtěli zřídit keramickou dílnu. Zámek od té doby postupně rekonstruovali a přeměnili v surrealistický Kabinet kuriozit, sestávající z vlastních artefaktů i nejrůznějších sbírek umění a přírodnin. Švankmajerovo sběratelství je obsesí i jistou formou autoterapie a kromě nalezených nebo zakoupených předmětů obsahuje umění přírodních národů Afriky a Polynésie.
Přehlídka Švankmajerových filmů z 60. let vzbudila mezinárodní pozornost na mezinárodním filmovém festivalu FIFA v Annecy v roce 1983. Za film Možnosti dialogu obdržel Velkou cenu a cenu mezinárodní kritiky a v témže roce cenu Zlatý medvěd na Berlinale. Terry Gilliam tento film řadí k deseti nejlepším animovaným filmům všech dob. Doma se Švankmajer stal obětí vyřizování účtů mezi vedením Československé televize a Krátkým filmem a Možnosti dialogu byly promítnuty ideologické komisi ÚV KSČ jako odstrašující příklad. Poté opět nemohl pracovat v Krátkém filmu a odešel do Bratislavy, kde roku 1983 natočil film Do pivnice. V témže roce vydal jako samizdat v pěti exemplářích svou knihu Hmat a imaginace, do které shrnul výsledky svých taktilních experimentů od roku 1974. Podařilo se mu opatřit v cizině peníze na svůj projekt Něco z Alenky, ale studia Čsl. Krátký film a Barrandov o natáčení neměla zájem. V té době měl stát monopol na veškerou filmovou tvorbu. Obrátil se tedy na Jaromíra Kallistu, kterého znal jako produkčního Laterny magiky, a požádal ho, zda by projekt spolu s ním nerealizoval jako nezávislý film.
Svůj první dlouhometrážní film Něco z Alenky, který vznikl během roku 1987 téměř výhradně ve švýcarské produkci (Condor film), představil roku 1988. Dílo získalo světový úspěch a na mezinárodním filmovém festivalu animovaných filmů v Annecy (JICA) cenu za nejlepší dlouhometrážní animovaný film. Současně zde film Možnosti dialogu obdržel Velkou cenu jako nejlepší film všech 30 dosavadních ročníků. V roce 1990 natočil politickou groteskní agitku Konec stalinismu v Čechách a v roce 1992 krátkometrážní dílo Jídlo, ve kterém se vyrovnává se svými gastronomickými obsesemi.
V následujících letech se věnoval pouze režii celovečerních filmů. Dům v Nerudově ulici 27, kde měl Švankmajer svůj filmový ateliér, byl privatizován a musel ho opustit uprostřed natáčení filmu Lekce Faust. Roku 1991 koupil spolu s Jaromírem Kallistou bývalé kino v obci Knovíz a založil vlastní filmové studio ATHANOR, ve kterém vznikly další filmy. Na prestižním festivalu animovaných filmů v Cardiffu (1992) mu byla udělena První cena IFA a BBC ve dvou večerech uvedla přehled jeho animovaných filmů.
Roku 1994 měl premiéru Švankmajerův druhý celovečerní film Lekce Faust, s Petrem Čepkem v hlavní dvojroli Fausta i Mefista. Faust, náhodný člověk z davu, je celým dějem manipulován a vžívá se do role Fausta, kterou dohraje až do hořkého konce. Film je pokusem o aktuální výklad Faustovského mýtu a klade otázku, co je člověku dovoleno poznat, aniž by se sám zničil. Švankmajer považuje Faustovký mýtus, který reflektuje vztah člověka k přírodě a jejím tajemstvím, za jeden ze základních mýtů, na nichž stojí lidská civilizace. Tento vztah je značně ambivalentní a proto provokuje k protikladným interpretacím. Natáčení provázela řada tragických úmrtí a nevysvětlitelných okolností a samotný Petr Čepek film dokončil v době, kdy již byl vážně nemocen. Za tento herecký výkon získal Čepek in memoriam Českého lva. Film byl vybrán pro prestižní mimosoutěžní přehlídku na filmovém festivalu v Cannes. Roku 1994 vydal KF a.s. soubor 26 Švankmajerových filmů na kazetách. Ve Velké Británii obdržel Jan Švankmajer Cenu za celoživotní dílo.
Roku 1996 natočil Švankmajer Spiklence slasti, černou komedii o lidech, kteří se řídí principem slasti a provádějí neškodné imaginativní perverze a rituály. Jejich osobní svobodu staví do kontrastu s umravňující a represivní úlohou společnosti, výchovy nebo školy. Film je jízlivou satirou o současném světě plném sexuálních perverzí a erotických fetišů. Neškodné a imaginativní perverze jednotlivců konfrontuje s obludnými perverzemi civilizace jako je politika, války, mírové kongresy, etnické čistky, havárie a hladomory. Švankmajer v něm zúročil své mnohaleté výtvarné experimenty na téma taktilismu. Uvedení filmu zakončil slovy: Domnívám se, že černý a objektivní humor, mystifikace a cynismus fantazie jsou adekvátnější prostředky k vyjádření pokleslosti doby než pokrytecký, zato v českých filmech oblíbený "zápach člověčiny".
Následující film Otesánek (2000) získal Českého lva za nejlepší film a za nejlepší výtvarný počin (společně s Evou Švankmajerovou). Přípravy a samotné natáčení filmu zabralo dva roky intenzivní práce, obvykle 10-16 hodin denně, včetně sobot a nedělí. Roku 2003 FAMU udělila Janu Švankmajerovi titul doktor honoris causa.
V průběhu roku 2004 měli Eva a Jan Švankmajerovi bilanční výstavu Paměť animace – Animace paměti v Plzni a výstavu nazvanou Jídlo v Jízdárně Pražského hradu. Obě měly velký úspěch u širší veřejnosti a kritika je považovala za výtvarnou událost roku. V rámci plzeňského filmového festivalu byla k autorovým 70. narozeninám uvedena retrospektiva jeho 30 filmů.
Dne 17. listopadu 2005 měl premiéru film Šílení, který je koncipován jako filosofický horor inspirující se osobností Markýze de Sade a povídkami Edgara Allana Poea. Eva Švankmajerová, která zemřela krátce před premiérou, získala za výtvarnou koncepci a plakát k tomuto filmu Českého lva in memoriam. Na filmu také spolupracovala jejich dcera Veronika Hrubá. Na FF Karlovy Vary roku 2009 obdržel Jan Švankmajer Křišťálový glóbus za mimořádný přínos světové kinematografii.
Zatím poslední celovečerní film Hmyz, natočený podle Švankmajerovy filmové povídky z roku 1971 (na motivy divadelní hry bratří Čapků, s odkazem na Kafkovu Proměnu), byl uveden na filmových festivalech v roce 2018 a britskou premiéru měl v Tate Modern. Rotterdamský festival snímek Hmyz promítal v sekci Signatures určené velkým autorům a tvůrcům. Jan Švankmajer si vybudoval výlučné postavení v dějinách kinematografie a je oceňován jako jeden z mála současných českých tvůrců v zahraničí. Do roku 2018 získal za své filmy ve světě 36 ocenění a 17 nominací, mj. roku 2018 medaili Raymonda Roussela za celoživotní filmovou tvorbu, kterou uděluje Společnost Raymonda Roussela v Barceloně.
Od roku 1970 se Jan Švankmajer účastní aktivit Surrealistické skupiny v Československu a je předsedou redakční rady revue Analogon (85 čísel do r. 2018), do které také přispívá. Roku 1990 se podílel na kolektivní výstavě Surrealistické skupiny Třetí archa v pražském Mánesu. Od roku 1991 je členem SVU Mánes. Své filmy animuje sám (Zánik domu Usherů), nebo ve spolupráci se špičkovými animátory, jako Vlasta Pospíšilová a Bedřich Glaser. V hraných filmech spolupracoval se svými přáteli z doby působení v Činoherním klubu (Jiří Hálek, Petr Čepek) a dalšími osvědčenými herci (Jan Kraus, Jiří Lábus, Pavel Nový, Jan Tříska, Martin Huba, Pavel Liška, Václav Helšus, Aňa Geislerová, Veronika Žilková, Klára Issová, ad.).
Jan Švankmajer si nekompromisně hájí osobní svobodu a odmítá jakákoli oficiální ocenění udělovaná státními orgány. Roku 1989 odmítl ocenění Zasloužilý umělec, v 90. letech francouzský řád Chevalier des arts et des letters a roku 2011 ocenění navržené Václavem Havlem. Stát považuje za zdroj organizovaného násilí, prostředek útlaku a manipulace.
Na některých filmech se jako výtvarnice podílela Eva Švankmajerová. Jejich syn Václav Švankmajer je také úspěšným autorem animovaných filmů, mj. filmu Světlonoš. Podílel se na výtvarné stránce filmu Hmyz (2018). Švankmajerova dcera Veronika Hrubá spolupracovala jako kostýmní výtvarnice na filmech Šílení (cena Český lev), Přežít svůj život, Hmyz.

### Ocenění (výběr)
- 1964 Ceny na filmových festivalech Bergamo, Mannheim, Tours, Buenos Aires
- 1965 Třetí cena za krátkometrážní snímek (J.S. Bach - Fantasia G-moll) Filmový festival v Cannes
- 1966 Josef von Sternberg Award, Mannheim-Heidelberg International Filmfestival (Rakvičkárna)
- 1967 Festival krátkých filmů Karlovy Vary, Cena Trilobit
- 1968 Cena Maxe Ernsta, Filmový festival Oberhausen (Historia naturae)
- 1983 Velká cena a cena mezinárodní kritiky, Festival international du film d'animation, Annecy, Zlatý medvěd, Berlinale (Možnosti dialogu)
- 1984 Cena poroty, Montreal World Film Festival (Kyvadlo, jáma a naděje)
- 1985 Cena kritiků, Fantasporto (Kyvadlo, jáma a naděje)
- 1989 Velká cena, Cinanima Tma/Světlo/Tma, Feature Film Award, Festival international du film d'animation, Annecy Něco z Alenky
- 1990 Pochvalná zmínka za krátkometrážní film, Berlinale Tma/Světlo/Tma
- 1990 Prix special za dosavadní tvorbu (nejlepší film z 30 ročníků přehlídky animovaných filmů), ASIFA[5]
- 1994 Zvláštní cena poroty, nominace: Velká cena - Křišťálový glóbus, MMF Karlovy Vary (Lekce Faust)
- 1994 Český lev za mimořádný přínos české kinematografii, Český lev (nominace) - nejlepší režie, nejlepší scénář (Lekce Faust)
- 1995 Cena za celoživotní dílo, Velká Británie,[5] Nejlepší speciální efekty, Fantasporto, výroční cena české filmové kritiky Kristián (Lekce Faust)
- 1996 Cena poroty mladých, Mezinárodní filmový festival v Locarnu[5]
- 1997 Golden Gate Persistence of Vision Award, San Francisco International Film Festival[58]
- 2001 Český lev (nominace) - nejlepší režie, nejlepší scénář (Otesánek)
- 2001 Andrzej Wajda Freedom Prize, American Cinema Foundation[59]
- 2002 výroční cena české filmové kritiky Kristián (Otesánek)
- 2006 Cena za celoživotní přínos rozvoji audiovizuální kultury FITES[5]
- 2006 Cena za nejlepší výtvarný počin, Slovenská FTA (Šílení)
- 2009 Křišťálový glóbus Za mimořádný umělecký přínos světové kinematografii, MMF Karlovy Vary
- 2010 Český lev - Nejlepší výtvarný počin, Ceny české filmové kritiky - nominace za režii a scénář (Přežít svůj život)
- 2010 Award for lifetime contribution to cinematography, 5th European Film Festival in Segovia, Spain[60]
- 2012 Cena za nejlepší výtvarný počin, Slovenská FTA (Přežít svůj život)
- 2014 Cena Mezinárodní federace filmových archivů (FIAF), Karlovy Vary[61]
- 2018 Český lev - nejlepší filmová scénografie (Hmyz), Český lev (nominace) - nejlepší režie (Hmyz)
- 2018 Nejlepší audiovizuální počin, Ceny české filmové kritiky (Hmyz)
- 2018 Medaile Raymonda Roussela za celoživotní filmovou tvorbu, Barcelona
- 2019 Cena za nejlepší scénografii, Slovenská FTA (Hmyz)
- 2020 Český lev (nominace) - nejlepší dokumentární film (Alchymická pec)[62]

## Dílo
Švankmajerův těžko zařaditelný výtvarný styl se v 60. letech rozvíjel souběžně s prací v divadle a s tvorbou animovaných filmů. Rané kresby Jana Švankmajera navazují na inspiraci Paulem Klee. Kolem roku 1960 se krátce zabýval strukturální abstrakcí, ale záhy se vrátil k figuraci a od konce 60. let se hlásí k surrealismu. Jeho objekty z raných 60. let lze řadit k informelu pouze formálně, na základě podobnosti v expresivitě a struktuře povrchu, ale ve skutečnosti šlo o reálné objekty, podrobené procesu proměny jako "urychleného stárnutí" nebo ornamentace. Zaujetí informelem ho však provází celou filmovou tvorbou, protože makrodetaily oprýskaných zdí a stářím poznamenaných předmětů nebo náhlá proměna věcí v nediferencovanou hmotu tvoří významnou součást vizuální podoby jeho animovaných filmů. Z roku 2009 pocházejí jeho Vyvřelinové objekty - obvykle boty, mineralizované v karlovarské vřídelní vodě.
Členem Skupiny surrealistů, která vznikla kolem Vratislava Effenbergra, se stal v době, kdy skupina procházela krizí. Po okupaci Československa v srpnu 1968 znovu začal platit zákaz publikační činnosti, řada lidí odešla do emigrace a další rezignovali na společnou činnost. Ve stejné době se rozpadlo i surrealistické hnutí ve Francii. Jan i Eva Švankmajerovi měli podstatný vliv na oživení aktivit Surrealistické skupiny. Skupinový zájem o všechny druhy imaginativních experimentů byl podkladem pro vznik kolektivních sborníků, věnovaných tématům interpretace, analogie, erotismu a taktilismu. Švankmajer považuje imaginaci za dar, který polidštil člověka.
Z malířů ho později ovlivnili surrealisté Max Ernst, R. Magritte, G. Chirico, ze starších Hieronymus Bosch a zejména manýrismus Giuseppe Arcimbolda. Přímou souvislost s principy Arcimboldovy manýristické malby mají Švankmajerovy filmy Hra s kameny, Historia naturae a Možnosti dialogu. Silnou a trvalou inspirací jsou pro něj sbírky kuriozit (kunstkomora Rudolfa II.), lidové loutkářství, naivní lidové umění, africké a polynézské masky a fetiše a art brut.
Zajímá ho autenticita lidového loutkářství a magie spojená s loutkami, nikoli loutky jako pouhý výtvarný prostředek nebo rekvizity animovaného filmu. Loutka a nitě nebo vodicí drát, jako analogie údělu člověka a jeho spojení s něčím, co je nad ním a co určuje jeho osud, jsou známy z nejrůznějších náboženství a mýtů. Je to prostor pro realizaci "nemožného", neslučitelného s dobrou výchovou, pro realizaci i zdánlivě nerealizovatelných snů. Dítě-loutkář je tedy vlastně šamanem, bohem a stvořitelem.
Jako zásadní literární zdroje uvádí francouzské prokleté básníky, německý romantismus (Novalis, E.T.A. Hoffmann), surrealisty (A. Breton, K. Teige, B. Péret, V. Effenberger). Literární inspirací k Švankmajerovým filmů byla díla Lewise Carolla, E. A. Poea, Auguste Villiers de l'Isle Adama, Markýze de Sade. Jeho interpretace literárních děl jiných autorů je nakonec subjektivní výpovědí, která zachovává jen děsy, sny a infantilitu světa, které s nimi sdílí.
Ve filmové tvorbě odpovídá jeho smysl pro konkrétní iracionalitu dějů některým typům agresivního filmového civilismu, který se uplatňoval v dílech režisérů československé "nové vlny" (Miloš Forman, Pavel Juráček). S filmy Nové vlny 60. let má jeho tvorba společný určitý "oponentský" postoj, ale jinak se jakémukoli zařazení vymyká. Ze světových tvůrců ho inspirovali ruští avantgardní divadelníci V. Mejerchold, A. Tairov a výtvarník Bauhausu O. Schlemmer, z filmařů S. Ejzenštejn a D. Vertov. Za určující filmovou zkušenost označil filmy Andaluský pes, Zlatý věk (Buňuel, Dalí), Amarcord, Roma (F. Fellini) a z děl blízkých animaci filmy Mélièse a Davida Bowerse. Ze současných režisérů je mu blízký David Lynch nebo bratři Quayové.
Švankmajer točí filmy teprve když jsou hotové v jeho představách, ale během natáčení se nedrží scénáře, hledá nové zdroje inspirace a snaží se dosáhnout přijatelného kompromisu s původním záměrem. Sám uvádí, že filmování je určitý druh autoterapie a ve svých dílech se opakovaně vyrovnává se svými idiosynkraziemi, úzkostmi a obsesemi, které mají původ v dětství. Jeho obliba "pokleslých žánrů", jako jsou loutky a kulisy lidových loutkářů, pouťové mechanické terče nebo černé romány je kořenem jeho antiestetického postoje k tvorbě. Z infantilního pohledu na svět, který měl podobu loutkové scény se symetricky řezanými kulisami a postavičkami pověšenými na nitích, vycházejí nejen jeho filmy, ale i koláže, grafika, keramika a třírozměrné objekty. Nepochybnou inspirací jsou pro něj alchymistické a kabalistické dějiny Prahy, které se v jeho díle propojují se surrealismem, který na tyto zdroje navazuje. Surrealismus i manýrismus, které jsou ukotveny v dualitě protikladů - racionalismus s iracionálním, sensualismus se spiritualismem, tradice s inovací, konvence s revoltou, vytvářejí potřebné napětí pro tvořivou činnost. Podle něj surrealismus představuje současnou podobu romantismu, která vrací umění jeho magickou důstojnost.
Švankmajer usiluje o to, aby jeho filmy i v těch nejfantastičtějších momentech vypadaly jako záznamy reality. Jako filmař proslul zejména schopností animovat libovolný materiál. Filmovou animaci vnímá nikoli jako techniku, ale jako magický prostředek, schopný oživit neživou hmotu a realizovat tak původní infantilní tužbu. V jeho pojetí je animace transformací nebo transmutací hmoty - od objektu k jeho částem či podstatě a naopak a má blízko k alchymii. Jako hermetik věří, že předměty, kterých se dotýkali lidé ve chvílích zjitřené senzibility, mají svůj vnitřní život a nějak konzervují obsah podvědomí. Ve filmu Zánik domu Usherů zaměnil lidi za věci, které se staly nositeli děje i emocí jednajících postav a atmosféry příběhu.
Podle Effenbergera spočívá tajemství Švankmajerova imaginativního humoru v tom, že postaví-li proti sobě lyrický patos a syrovou realitu, syrovost vyprchá spolu s patosem a lyrická realita se stane tím, čím je v očích dítěte nebo básníka. Při střídání žánrů je v jeho filmech tmelící nití snová logika, kde zdánlivé nahodilosti dostávají podobu neodvratné osudovosti a provázejí diváka plynule příběhem - snem. Mezi snem a realitou neexistují žádné logické přechody, pouze fyzický úkon otevření a zavření víček.
Švankmajerovy filmy jsou subversivní a neohlížejí se na žádná tabu, konvence a předpisy rozumu. Jsou vzpourou proti konzumnímu světu, radikální revolucí, osvobozením od strnulé reality a návratem do světa svobodné hry. Destrukci vnímá jako kreativní způsob napadení racionality, ale jeho pojetí surrealismu je výlučné a autonomní. Podle Švankmajera je surrealismus realismem, který hledá realitu pod povrchem věcí a jevů. V tom, co je nad realitou se setkává s hermetismem a psychoanalýzou. Autor si zachovává absolutní svobodu a nekalkuluje se vkusem diváka - sám říká, že je mu lhostejné, zda na film přijde pět nebo pět milionů diváků. Jeho dílo ovlivnilo i několik zahraničních filmařů, jako je Tim Burton, Terry Gilliam, bratři Quayové, nebo Henry Selick.

### Filmová tvorba

#### Krátké filmy

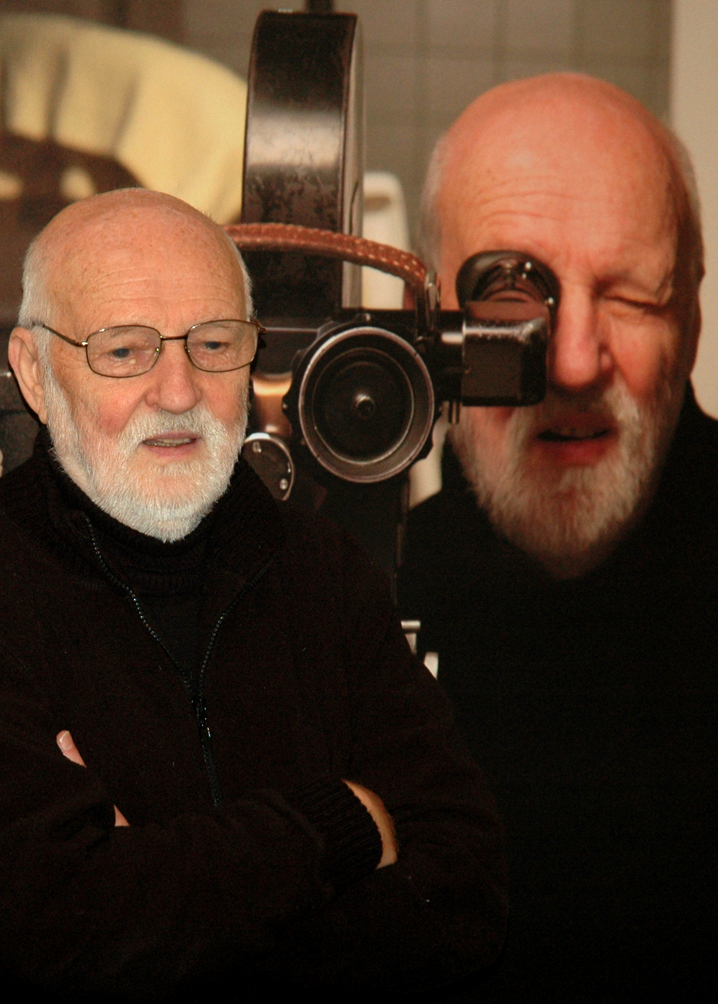
JŠ a JŠ na své retrospektivní výstavě 2012, Dům u Kamenného zvonu, Praha

- Poslední trik pana Schwarcewalldea a pana Edgara (1964), bar. 11;30 min., KF Praha[80]
- Johann Sebastian Bach: Fantasia G-moll (1965), čb. 9;30 min., KF Praha, cena poroty na FF Cannes[81]
- Spiel mit steinen (Hra s kameny) (1965), bar. 8 min., Studio A, Linz[82]
- Rakvičkárna (1966), bar. 10 min., KF Praha, Studio Jiřího Trnky[83]
- Et cetera (1966) bar. 7;15 min., KF Praha, Studio Jiřího Trnky[84]
- Historia naturae (1967), bar. 9 min., KF Praha, cena Maxe Ernsta, FF Oberhausen[85]
- Zahrada (1968), čb. 19 min., KF Praha[86]
- Picknick mit Weissmann (1968), bar. 13 min., Studio A, Linz[87]
- Byt (1968), čb. 12;30 min., KF Praha[88]
- Tichý týden v domě (1969), bar. 19 min., KF Praha, Studio Jiřího Trnky[89]
- Kostnice (1970), čb. 10 min., KF Praha[90]
- Don Šajn (1970), bar. 31 min., KF Praha[91]
- Jabberwocky (Žvahlav aneb šatičky slaměného Huberta) (1971), bar. 13 min., KF Praha pro Western Wood Studio, USA[92]
- Leonardův deník (1972), bar. 11 min., KF Praha, Studio Jiřího Trnky, Corona Cinematografica Roma[93]
- Otrantský zámek (1977), bar. 17 min., KF Praha, Studio Jiřího Trnky[94]
- Zánik domu Usherů (film, 1980) (1980), čb. 15 min., KF Praha, Studio Jiřího Trnky[95]
- Možnosti dialogu (1982), bar. 11;30 min., KF Praha, Studio Jiřího Trnky[96]
- Do pivnice (Do sklepa) (1982), bar. 15 min., SFT Bratislava[97]
- Kyvadlo, jáma a naděje (1983), čb. 15 min., KF Praha, Studio Jiřího Trnky, spolupráce na výpravě Eva Švankmajerová[98]
- Mužné hry (1988), bar. 12 min., KF Praha, Studio Jiřího Trnky[99]
- Another Kind of Love (1988), bar. 3;33 min., Virgin Records, Nomad Films, Koninck International[100]
- Tma/Světlo/Tma (1989), bar. 8 min., KF Praha, Studio Jiřího Trnky[101]
- Zamilované maso (1989), bar. 1 min., MTV USA, Nomad Films, Koninck International[102]
- Flora (1989), bar. 0;20 min., MTV USA[103]
- Autoportrét (1989), bar. 1 min., Kanada, ČR, Japonsko, USA[104]
- Konec stalinismu v Čechách (1990), bar. 10 min., J. Kallista a Jan Švankmajer pro BBC, Nomad Films[105]
- Jídlo (1992), bar. 17 min., J. Kallista a Jan Švankmajer pro Channel 4, Heart of Europe Prague, Koninck International[106]

#### Celovečerní filmy

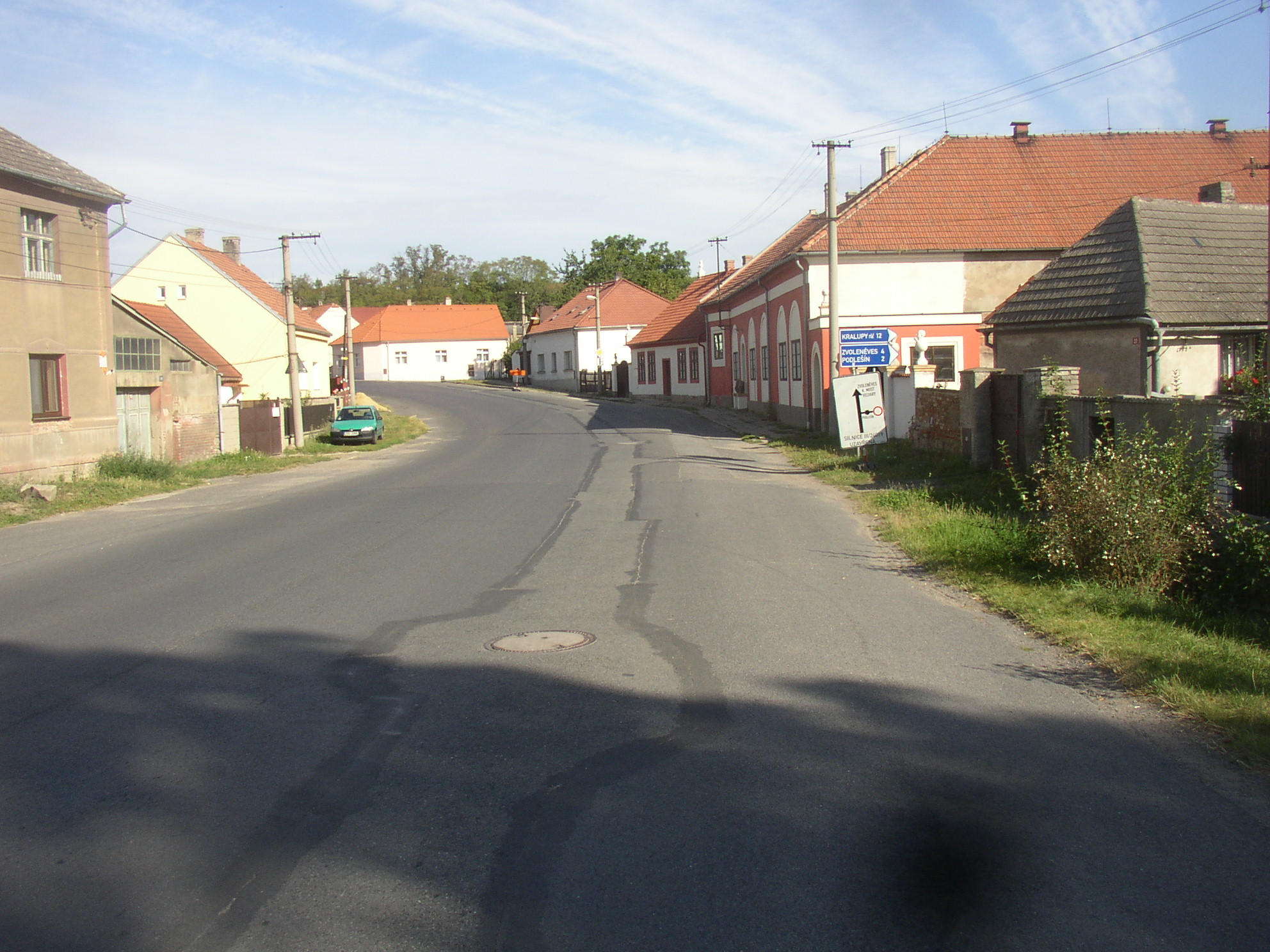
Budova bývalého kina v Knovízi (vpravo) je sídlem studia Athanor

- Něco z Alenky (1988), bar. 84 min., Condor Film Zürich, Hessischer Rundfunk, Channel 4, spolupráce na výpravě Eva Švankmajerová
- Lekce Faust (1994), bar. 95 min., Athanor s.r.o, koprodukce Heart o Europe Prague, Lumen Films, BBC Bristol, Koninck Int., Pandora Films, spolupráce na výpravě Eva Švankmajerová
- Spiklenci slasti (1996), bar. 78 min., Athanor s.r.o, koprodukce DelFilm, Koninck Int., kostýmy Eva Švankmajerová
- Otesánek (2000), bar. 125 min., Athanor s.r.o, koprodukce Velká Británie, obdržel tři České lvy v kategoriích nejlepší film, výtvarné řešení a plakát (2001), kostýmy Eva Švankmajerová
- Šílení (2005), bar. 118 min., kostýmy Eva Švankmajerová, česká nominace do soutěže o filmového Oskara[107]
- Přežít svůj život (2010)[108]
- Hmyz (2018)[109][110][111]

#### Dokumentární filmy
- Bertrand Schmitt and Michel Leclerc: Les chimères des Švankmajer - Documentaire 2001, TV France
- Alchymická pec / Alchemical Furnace 2020, režie Adam Oľha, Jan Daňhel, dokumentární film o společnosti Athanor, Janu Švankmajerovi, Evě Švankmajerové, Jaromíru Kallistovi, ad.[112][113]
- Kunstkamera 2022, 51 (113) min., obrazový průvodce dílem Jana Švankmajera na zámku ve Staňkově.[114]

#### Spolupráce na filmech
- 1958 Johannes doktor Faust (režie Emil Radok), loutkoherec
- 1965 Číslice (režie Pavel Procházka), výtvarník

#### Návrhy rekvizit a animace
- 1977 Adéla ještě nevečeřela, výtvarník a animace Jan Švankmajer
- 1978 Deváté srdce, výtvarná spolupráce a titulky Jan Švankmajer, Eva Švankmajerová
- 1981 Upír z Feratu, původní návrh motoru auta Jan Švankmajer
- 1981 Tajemství hradu v Karpatech, výtvarník Švankmajer, animace Bedřich Glaser
- 1983 Návštěvníci, výtvarník Jan Švankmajer, animace Bedřich Glaser
- 1983 Tři veteráni, výtvarník Jan Švankmajer, animace Bedřich Glaser

#### Divadlo
- 1977 Laterna magika: Kouzelný cirkus (režie Evald Schorm, Jan Švankmajer, Jiří Srnec)

#### Filmové přehlídky (výběr)
- 2000 Przegląd filmów Jana Švankmajera, Galeria Entropia, Wrocław
- 2004 Jan Švakmajer: Kompendium, Kino Ponrepo - Bio Konvikt, Praha
- 2013 Jan Švankmajer: Napozpátku. Retrospektiva filmů, Umělecké centrum UP, filmový sál, Olomouc

#### Filmografie (+ DVD)
- Jan Svankmajer: The Ossuary and Other Tales (USA, Kanada, 2013), DVD obsahuje The Last Trick, Don Juan, The Garden, Historia Naturae, Johann Sebastian Bach, The Ossuary, Castle of Otranto, Darkness/Light/Darkness, and Manly Games.
- Jan Švankmajer, The complete short films. 1, Early shorts 1964–72. 2, Late shorts 1979–92. 3, Extras, BFI DVD Publishing, United Kingdom 2007
- Peter A. Hames (Editor), The Cinema of Jan Švankmajer: Dark Alchemy, 224 pp, Wallflower Press 2008, ISBN 9781905674459
- Jan Švankmajer, text Lorenzo Codeli et al., kat. 128 s., Stamperia Stefanoni Bergamo 1997 (přehled filmografie)
- Jan Švankmajer: Het ludicatief principe, texty Edwin Carels et al., 72 s., 1991 (přehled filmografie)

### Výtvarné dílo

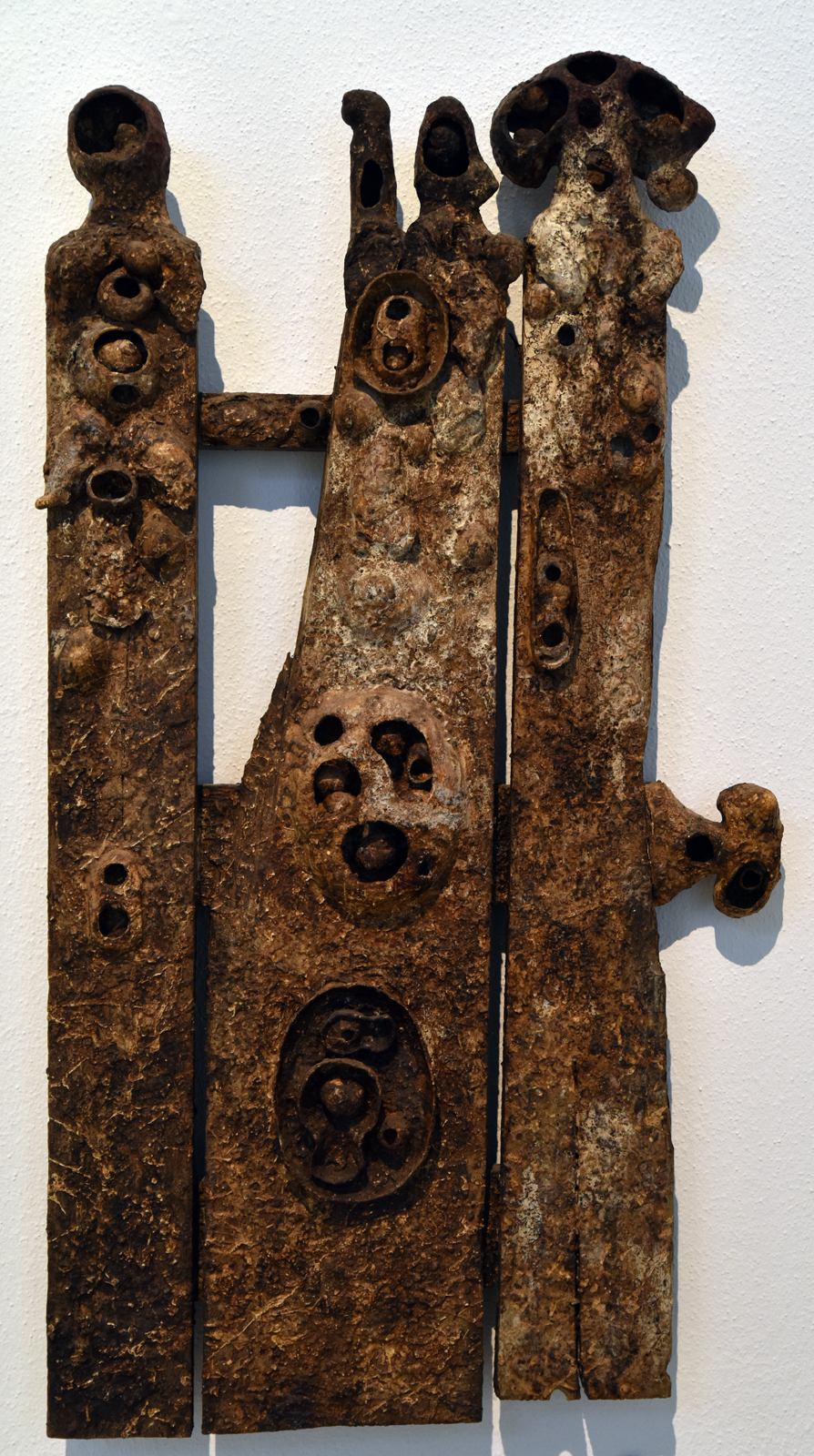
Jan Švankmajer, Houba (objekt), 1966

Během studií na střední škole Jana Švankmajera ovlivnil meziválečný surrealismus a později zejména Paul Klee. Na přelomu 50. a 60. let se jako výtvarník krátce přiklonil ke strukturální abstrakci (Koroze, 1960, Spád, 1961). Ta měla přímý vliv i na jeho filmovou tvorbu, protože celý tvůrčí proces "tortury" hmoty bylo možné zachytit animací. Informel byl ale pouze výchozím bodem, ze kterého se vrátil ke konkrétní realitě (Velká korose, 1963). Existenciální trudnomyslnost postupně nahradil černým humorem a tvorbou třírozměrných objektů (Lahev-Utonulá, 1964, Izolace přesýpacích hodin, 1964, Tři hlavy, 1965).
Od poloviny 60. let se do Československa dostávaly informace o zahraničním umění a Švankmajer se mohl seznámit s díly Maxe Ernsta, R. Magritta a dalších surrealistů. Ve stejné době objevil také rudolfinský manýrismus, který ovlivnil i jeho pozdní informel. Arcimboldo se pro něj stal celoživotní obsesí i inspirací k řadě výtvarných děl, zejména koláží a třírozměrných asambláží. Věnoval mu i krátký film Historia naturae (1967), se kterým souvisela i tvorba koláží (Švank-meyers Bilderlexikon), leptů (Přírodopis) a objektů (Přírodopisný kabinet) na téma fantaskní zoologie.
Poté, co se Jan Švankmajer i jeho žena připojili ke Skupině surrealistů kolem Vratislava Effenbergera, se v letech 1971–1989 podílel jako autor textů a ilustrací na sbornících a katalozích, které skupina vydala jako samizdat (Otevřená hra, Sféra snu, Proměny humoru, Obrazotvorné prostory, Opak zrcadla, Gambra). V té době také experimentoval s prostorovou koláží (betlém Zrození Antikrista, 1971) a od roku 1974 zejména hmatovými počitky a taktilními objekty. Ve svých textech důsledně odmítá ztotožňovat surrealismus s estetikou odvozenou od určitých zakladatelských osobností nebo ho redukovat na surrealistické výtvarné postupy, ale považuje surrealismus za "postoj ke světu", který je souhrnem filozofie, ideologie, psychologie, magie, a proto zůstává stále aktuální. Podle něj má být tvorba výsledkem psychického automatismu nebo zhmotněním vnitřního modelu. Nápad je teprve součástí tvůrčího procesu, nikoliv impulsem k němu (Jan Švankmajer: Desatero). I při realizaci filmu slouží scénář pouze jako východisko, ale samotný proces natáčení probouzí v nevědomí neplánované obrazy a výslednou podobu vytváří až "chaotická autenticita" tvůrčího procesu.
Švankmajerův Manifest nového užitého umění, nazvaný Magie předmětů (1979–1991) je pokusem legalizovat iracionalitu i v tomto oboru výtvarného umění a vrátit navenek utilitární činnosti její magický rozměr. Hygienickou očistu představoval funkcionalismus, který vrátil užité umění do nultého bodu. Takto vyklizený prostor začal obsazovat surrealismus a vznikly tak předměty denní potřeby, které si zachovaly užitnou funkci, aniž by ztratily svou magii. Švankmajer tak chápal i keramiku, kterou se spolu s Evou Švankmajerovou zabýval v 70. letech. Prvotním impulsem bylo vytvořit objekty své touhy a ukojit frustraci z nedostupnosti předmětů rudolfinské kunstkamery a zároveň z nich jíst nebo do nich ukládat předměty.

#### Koláže, kresby a grafické listy
Od 60. let jsou koláže jedním ze Švankmajerových klíčových výtvarných prostředků. Chápe je jako technický a současně i noetický princip a kromě výtvarných cyklů nebo prostorových asambláží je často využívá v krátkých i celovečerních filmech. Polarita jeho tvořivého projevu spočívá v propojení vysokého s nízkým, agresivního s lyrickým, fatálního s groteskním.
Počátkem 70. let začal vytvářet Švank-meyers Bilderlexikon, jako jakousi encyklopedii alternativního světa. Vzniká tak fiktivní fauna a flora, technické přístroje, architektura, národopis a kartografie. Významnou inspirací je pro Švankmajera příroda, z jejíhož rejstříku vybírá dle libosti a vytváří anatomické novotvary fantaskních zvířecích a ptačích bytostí. Po dvou letech intenzivní tvorby zůstal projekt Bilderlexikonu jen torsem a na počátku 70. let navíc nebyly možnosti vydat ho tiskem. Proto autor vybral deset koláží a převedl je ručně do grafické podoby leptu. Tento cyklus pak vytiskl pod názvem Přírodopis. Součástí Bilderlexikonu, který autor rozvíjel i v pozdějších letech, jsou cykly Geografie, Zoologie, Technika (Masturbační stroj, 1972–1973), Architektura, Nesoustavná anatomie (1998), Hmyz (2018). V roce 2016 na svůj kartografický cyklus navázal kolážemi Nemocné mapy, v němž do historických map vlepoval vyobrazení kožních chorob z lékařského atlasu (Nemocné mapy, 2016).
Cyklus koláží Velký dobrodružný román (1997–1999) vznikl jako reminiscence mladistvé záliby v dobrodružných románech a pocta Maxu Ernstovi. Švankmajer ilustrace nejprve dokresloval a překresloval a nakonec je použil jako součást svých koláží.
Roku 1999 společně s Evou Švankmajerovou vytvořil v rámci kolektivní hry, vynalezené surrealisty, cyklus kolorovaných litografií s fantaskními náměty (Cadavre exquis, 1999). Tato díla spojují osvobozující prvek hry s kritickou analýzou psychosociálních obsahů na různých úrovních vědomí. V roce 2000 vznikl cyklus koláží Zatím se nic neděje, v nichž se v žánrových romantických ilustracích z přelomu století zjevuje jako memento rudá hlava ďábla.

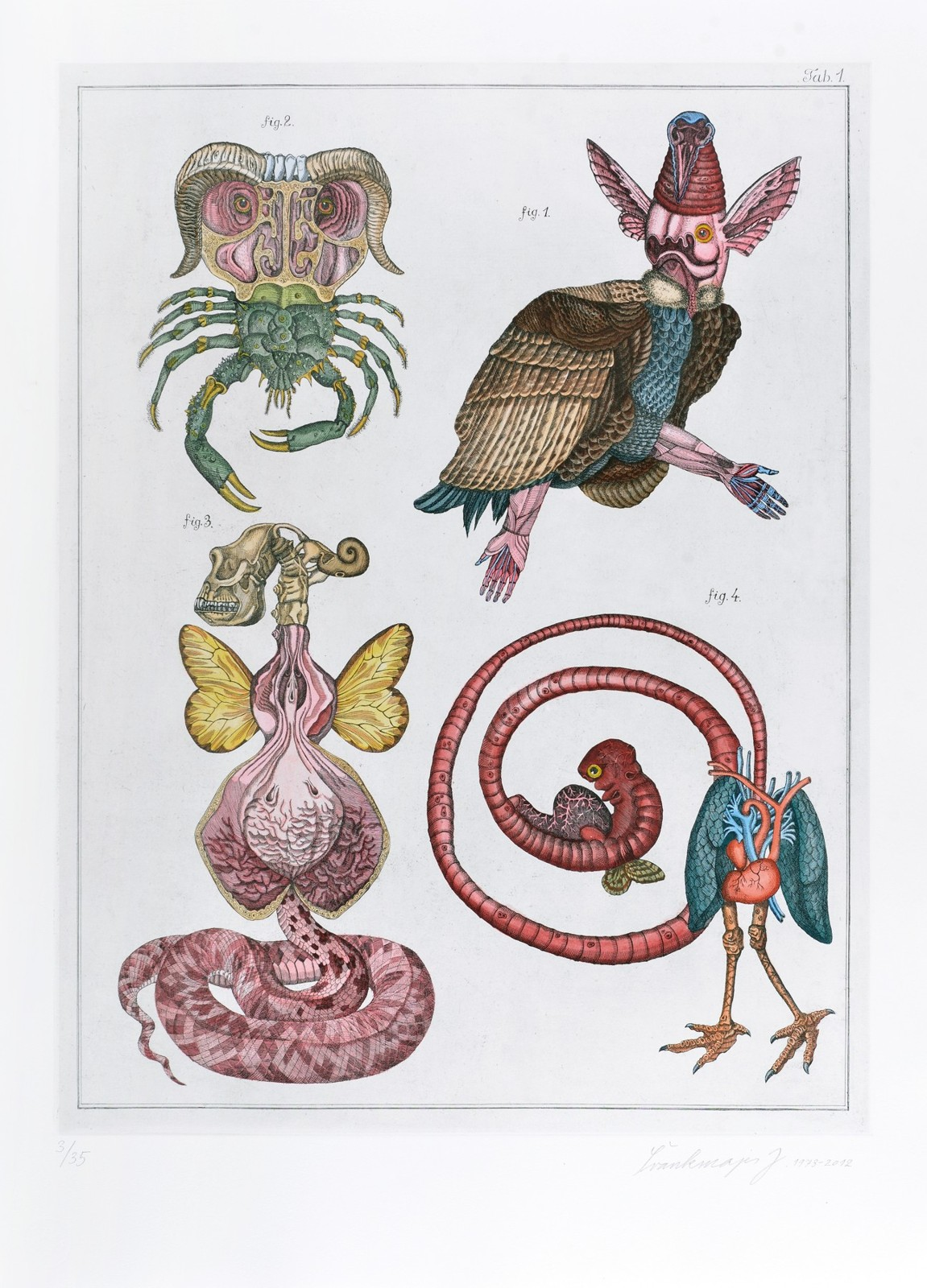
Přírodopis, Tab. 1 (1973), lept
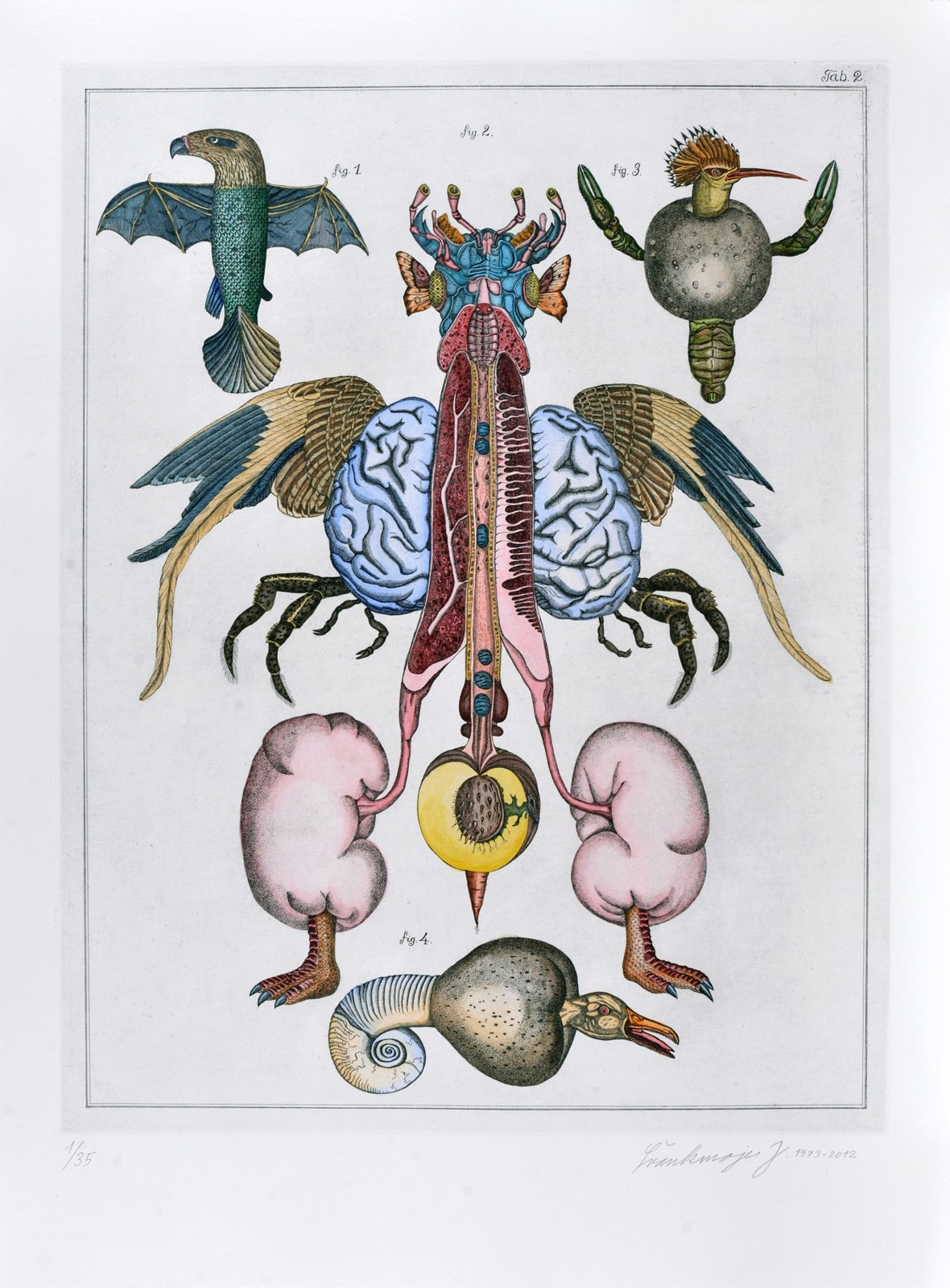
Přírodopis, Tab. 2 (1973), lept
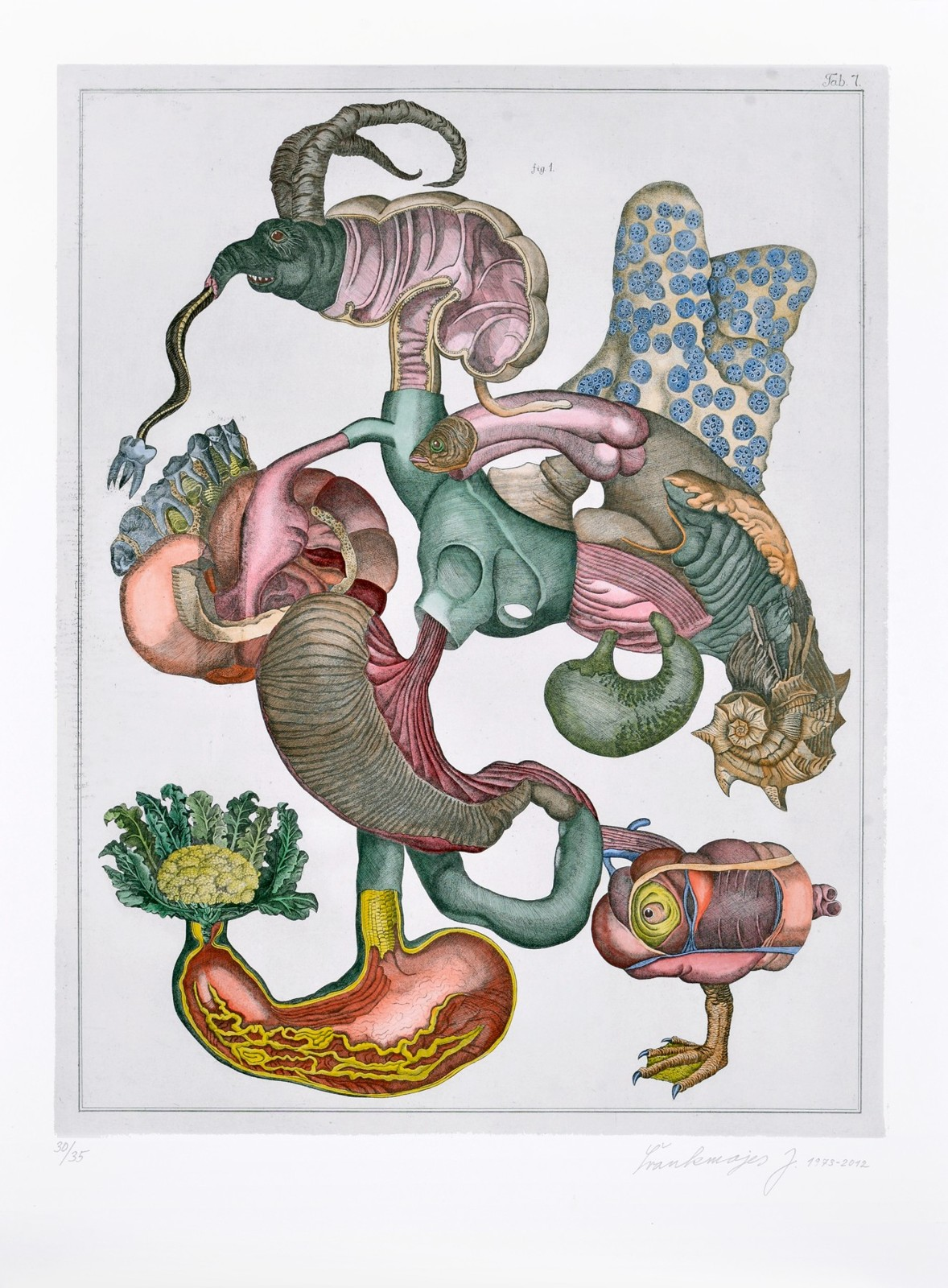
Přírodopis, Tab. 7 (1973), lept
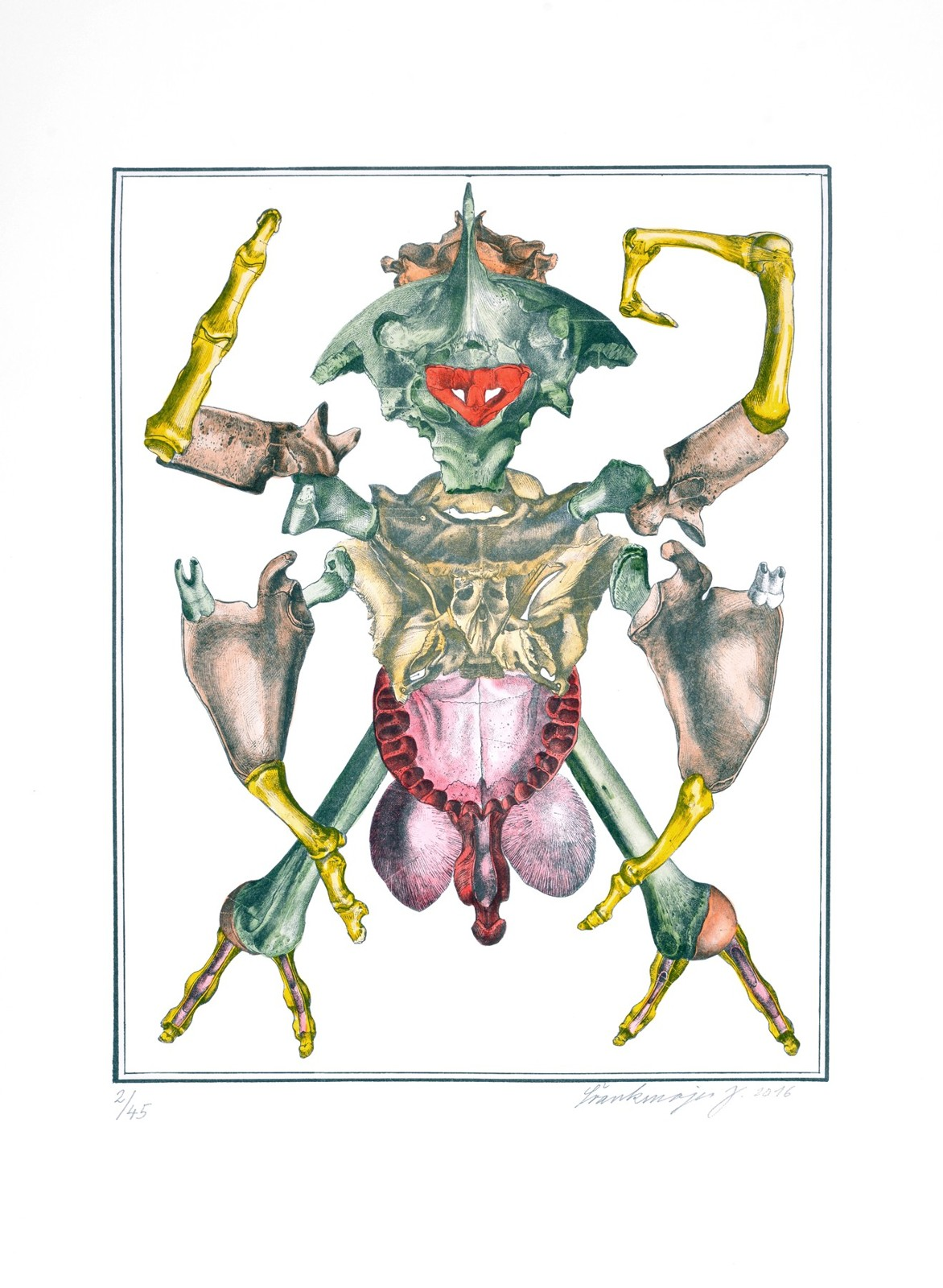
Bilderlexikon - Hexapoda 4 (2016), litografie
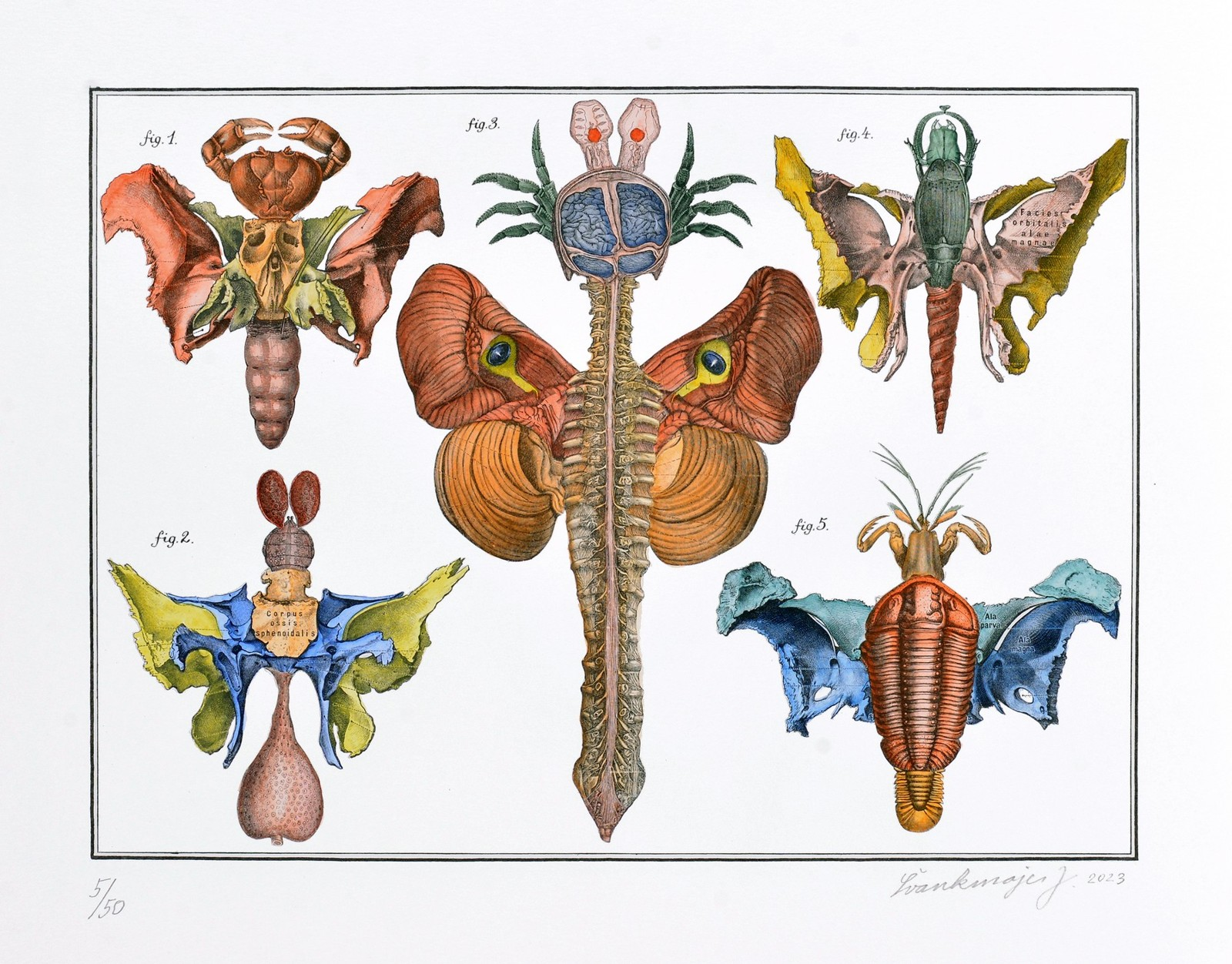
Bilderlexikon - Hexapoda 5 (2023), litografie
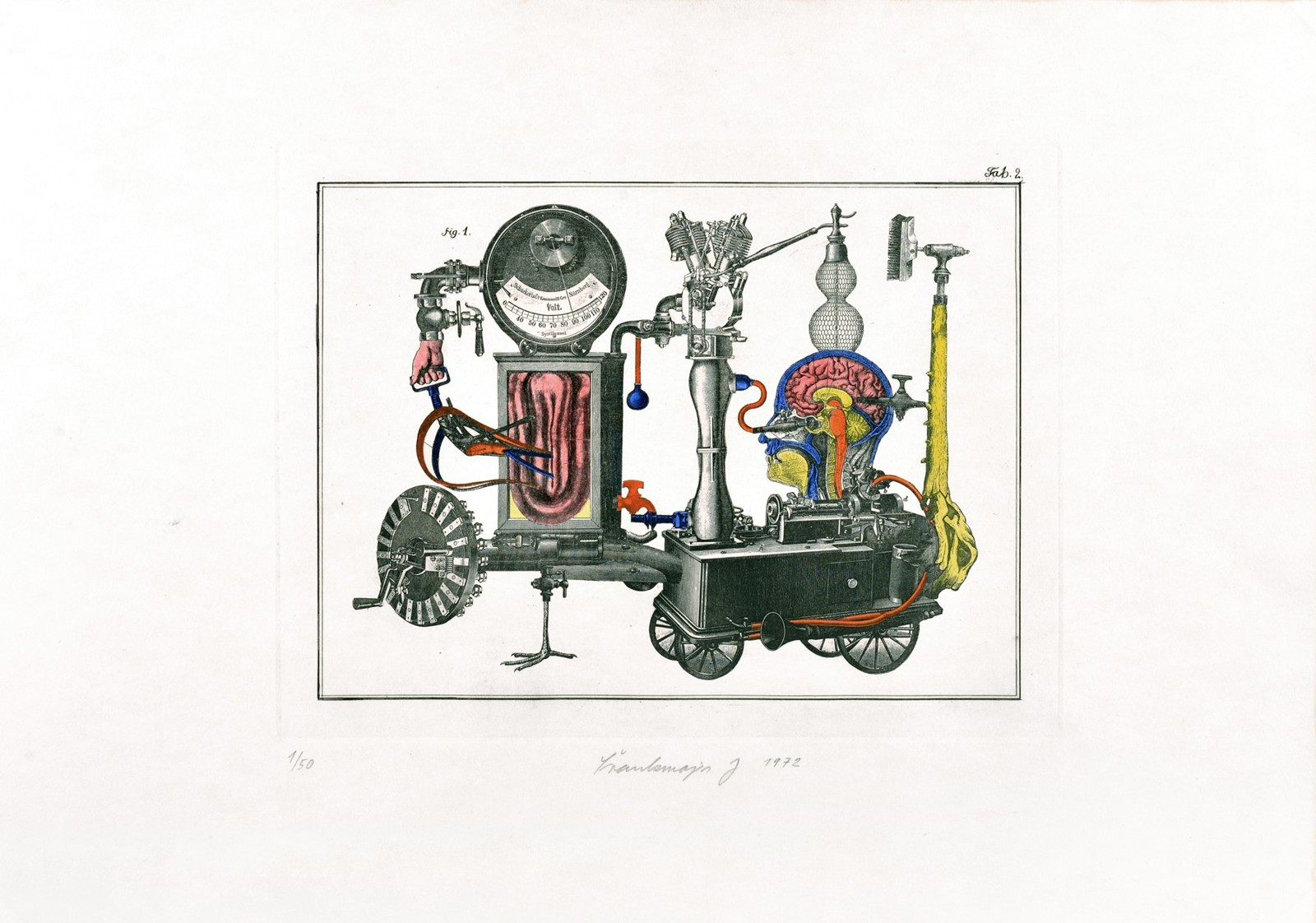
Masturbační stroj Dana (1972), akvatinta
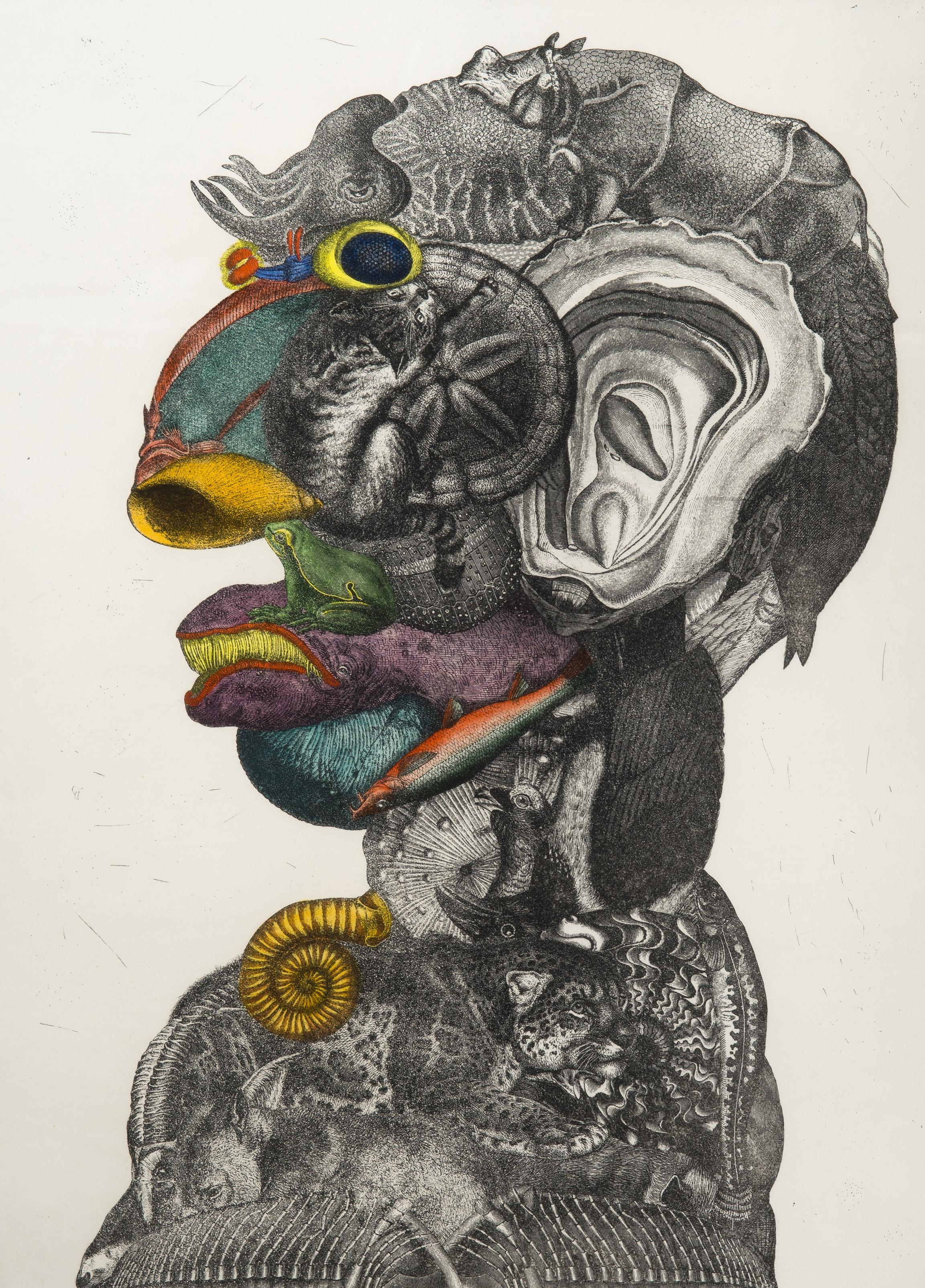
Arcimboldeskní hlava, 1975, kolorovaná akvatinta
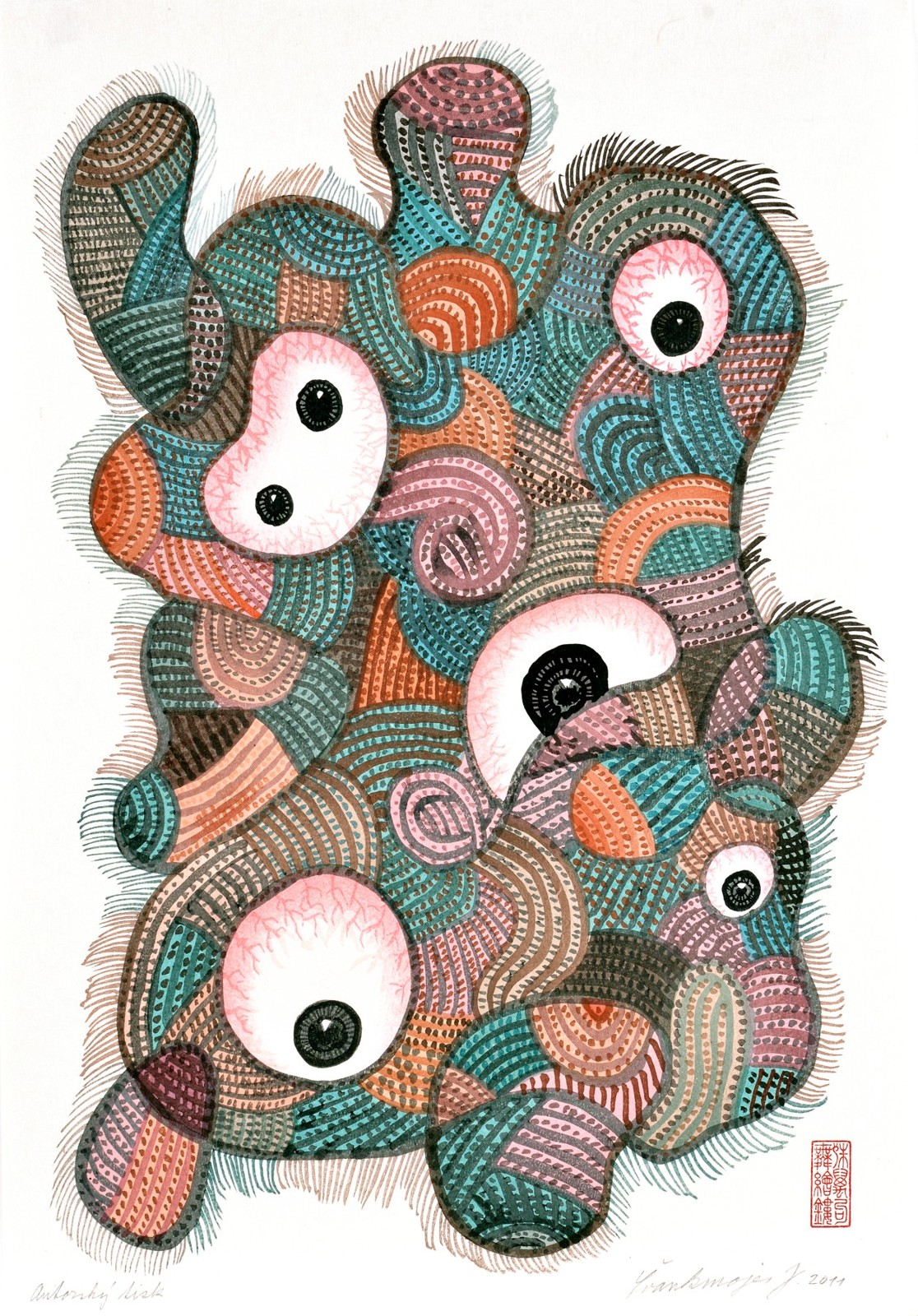
Japonské strašidlo 3 (2011), dřevoryt
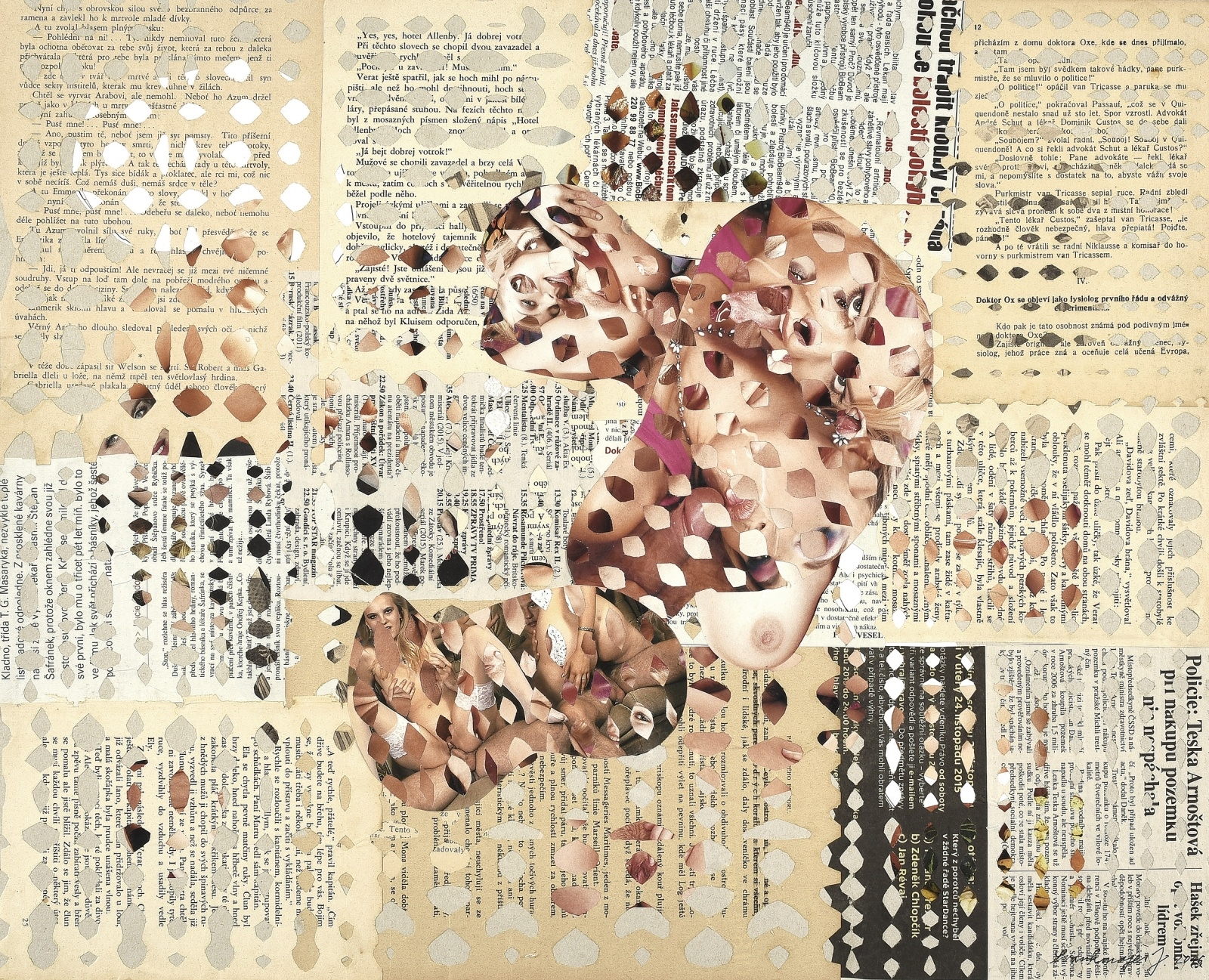
Erotická koláž, 2016
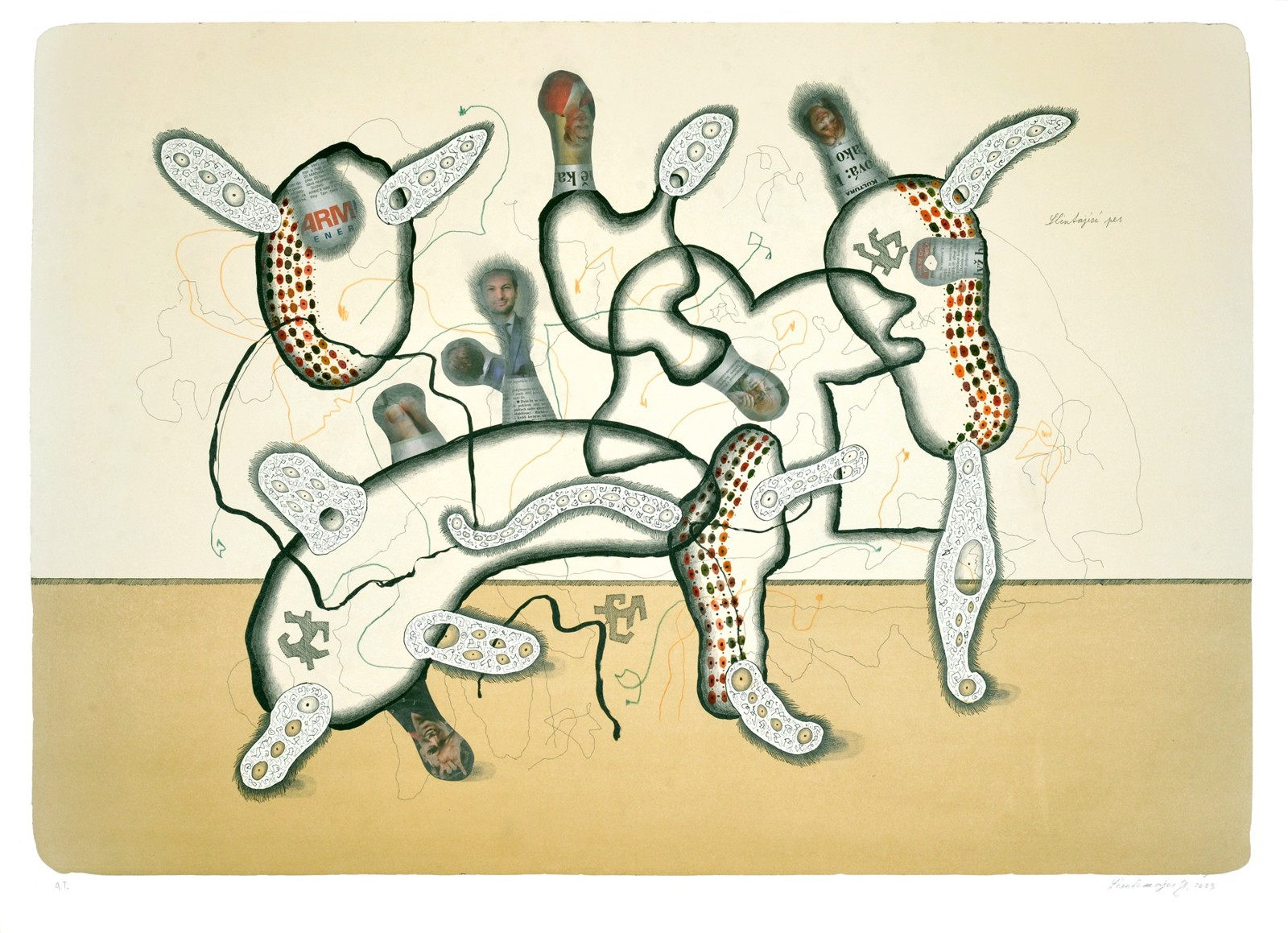
Slintající pes (2023), litografie

#### Frotáže a kombinované techniky
Švankmajer se ve stejné době zabýval i kolorovanou frotáží (Člověk se zdraví s démonem, 1999) a některé frotáže kolážoval (Dva psi, 1999). Ve svých textech se stále častěji zabývá varovnými příznaky civilizační krize a neblahým stavem lidské společnosti.
Po pražské výstavě Art brut roku 1998 se Jan Švankmajer začal zajímat o autory Art brut a stal se sběratelem těchto děl a spolu s Evou Švankmajerovou začal tvořit mediumní kresby. Jejich základem je obvykle frotáž, vytvořená z náhodně rozhozených podkladů, podobně jako při věštecké práci z čar v dlani, kávové sedliny, vnitřností zvířat, aj. Následuje jakási pasivní interpretace, kdy ruka doplňuje tento základ kresbou. V ní se postupně prosazuje automatický ornament, který nemá charakter pouhé dekorace, ale zachycuje určitý "rytmus duše". Tím se mediumní kresba blíží něčemu archetypálnímu a dotýká se hudby přírodních národů, prvotního jazzu, dětských říkanek a popěvků. Pobočnou linii tvoří cyklus kreseb kombinovaných s koláží, které autor v souvislosti se svou další nutkavou posedlostí nazval Skatologický cyklus (2017).

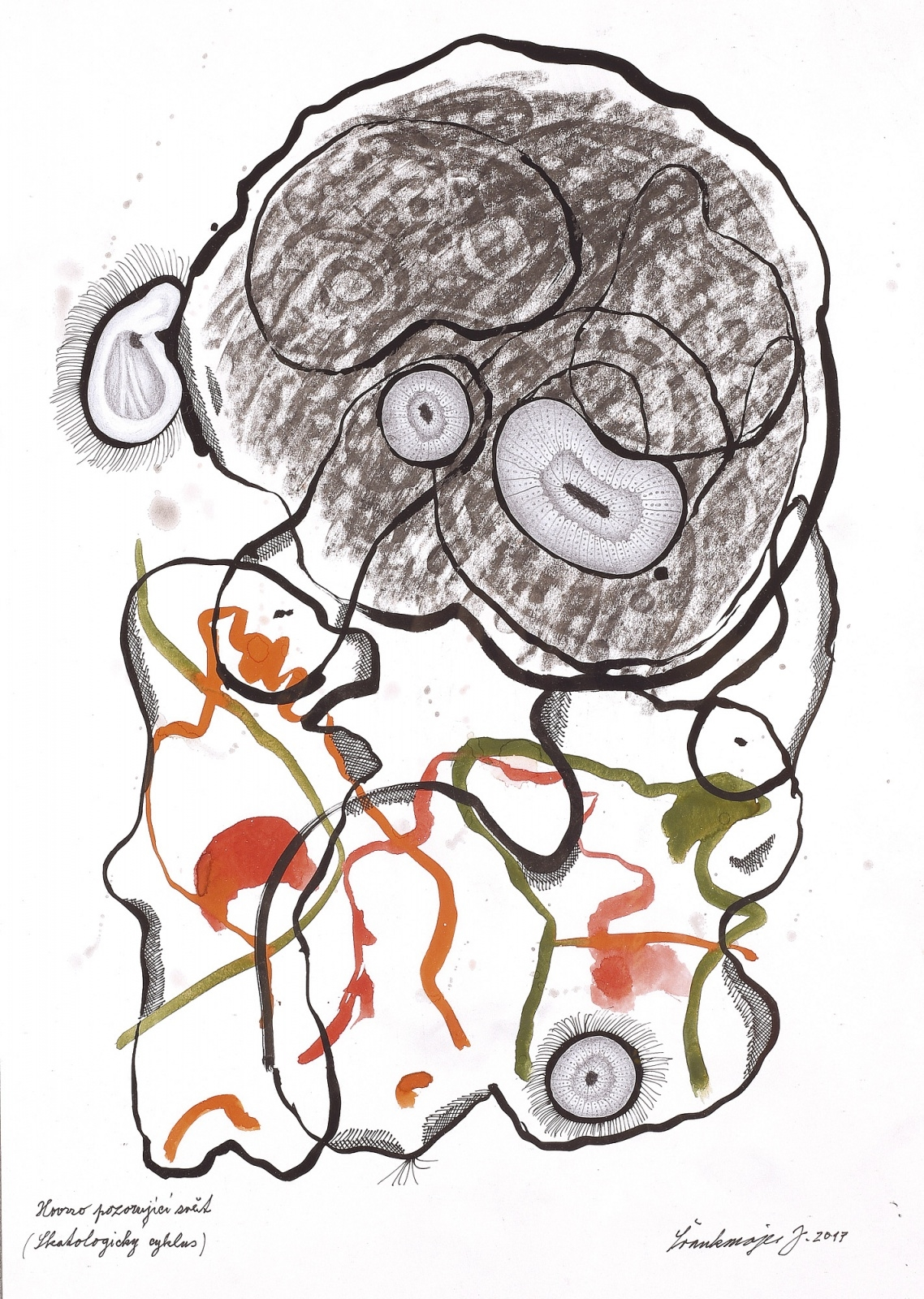
Hovno pozorující svět, frotáž, akvarel, inkoust, 2017
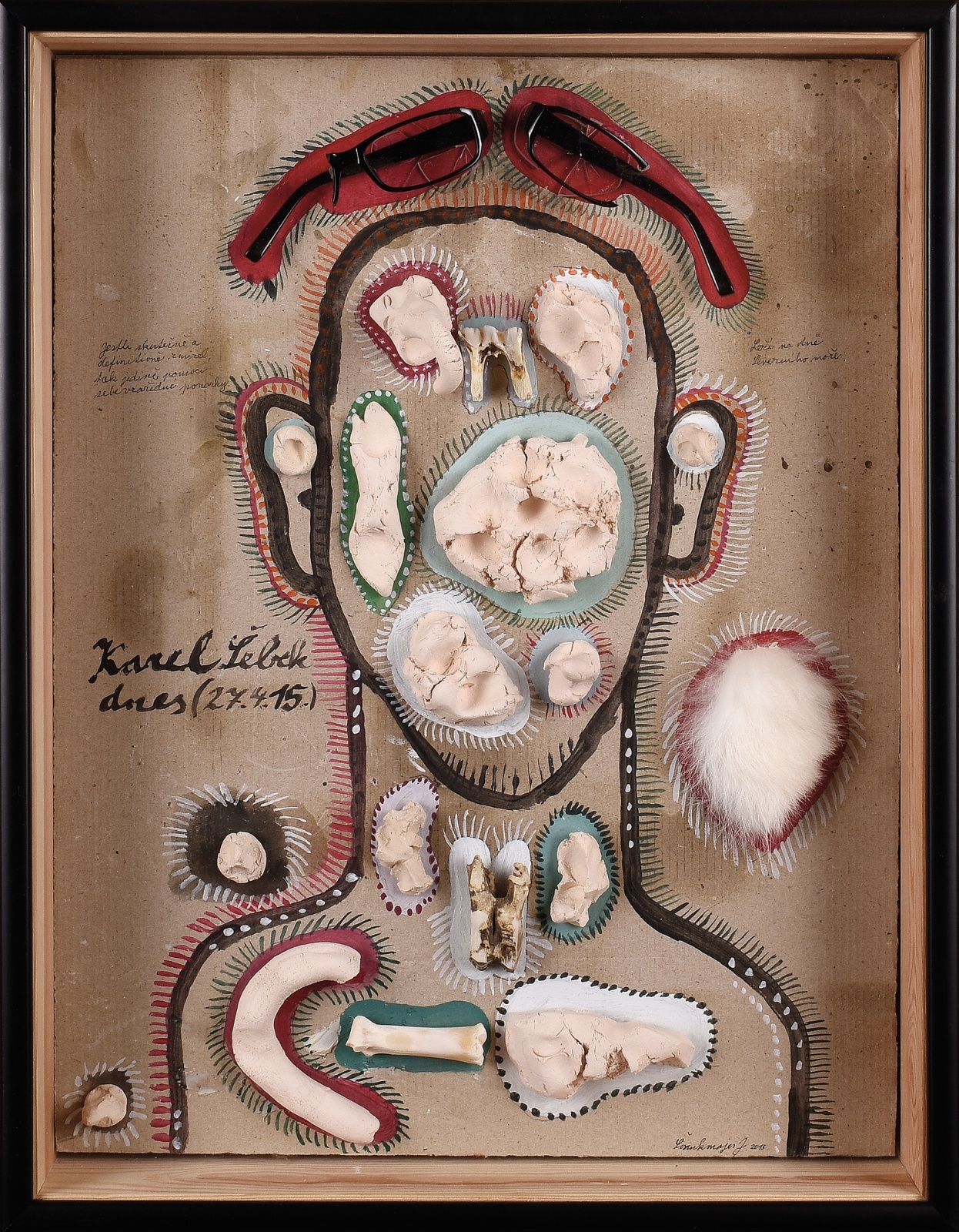
Karel Šebek dnes, asambláž, 2015
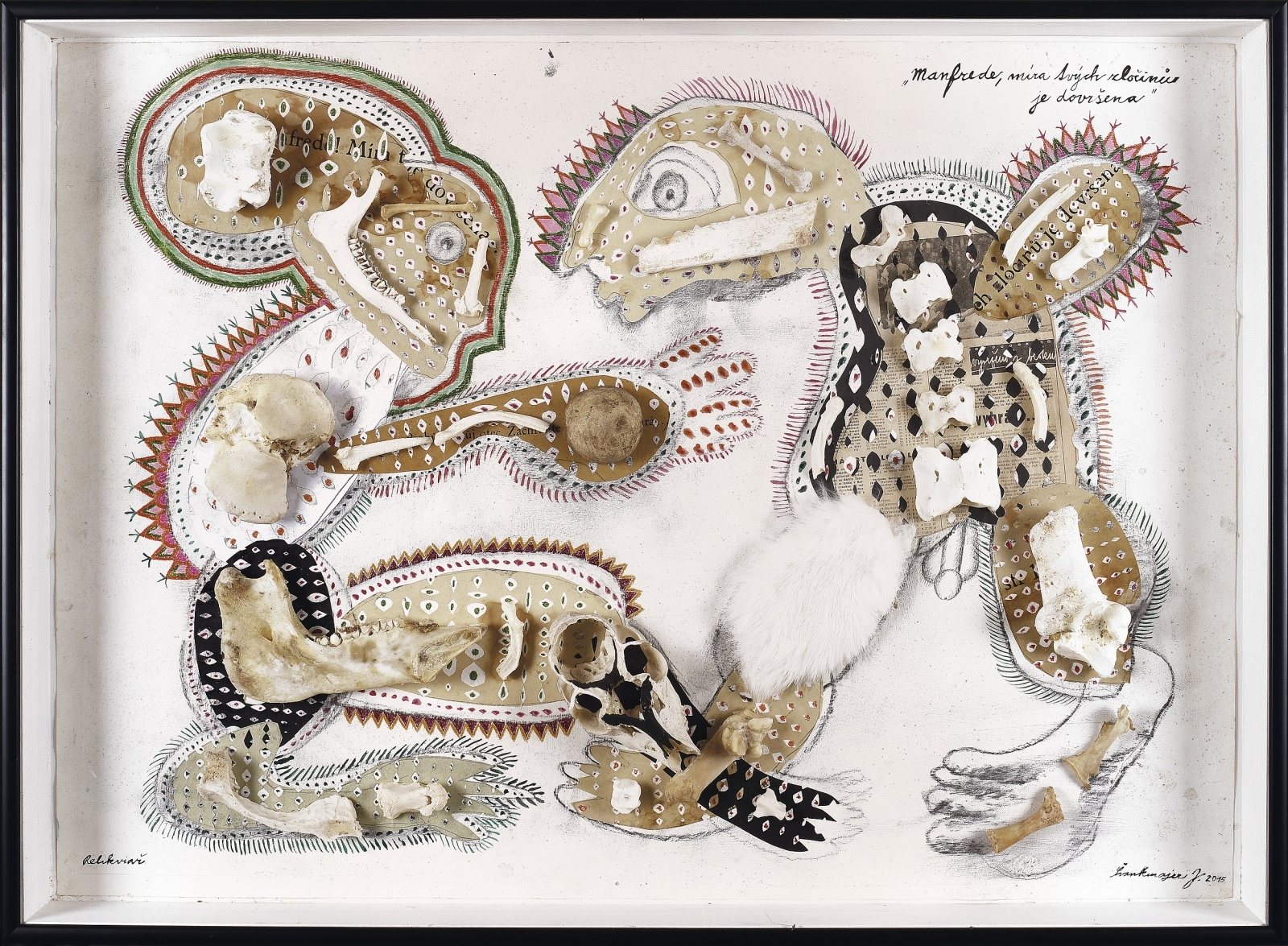
Manfrede, míra tvých zločinů je dovršena, asambláž, 2015
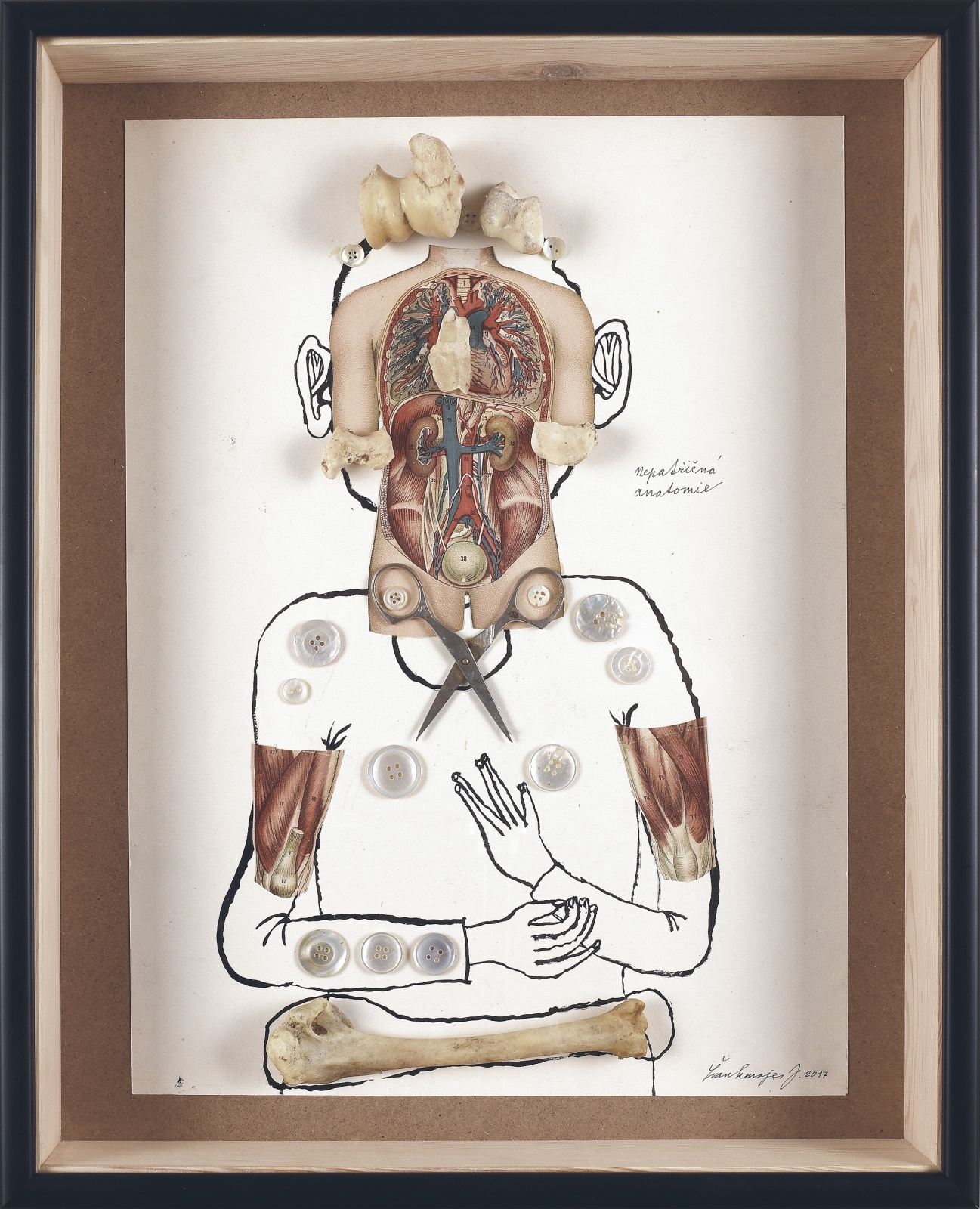
Nepatřičná anatomie, komb. technika, 2017
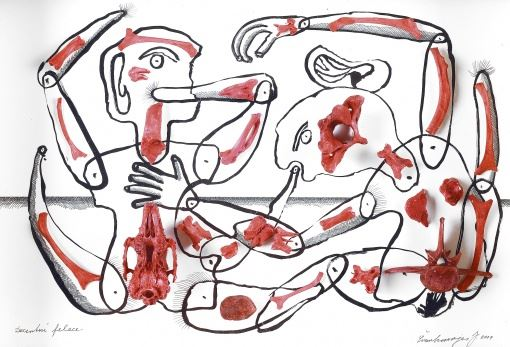
Decentní felace, asambláž, tuš na papíře, 2017

#### Keramika
V 70. letech, kdy Švankmajer nemohl filmovat, hledal jiné možnosti obživy. Eva Švankmajerová, která pocházela z Kostelce nad Černými lesy, kde existuje silná tradice hrnčířství, měla ke keramice blízko. Společně začali tvořit majoliku a engobovanou hliněnou keramiku pod "hrnčířskou značkou" JE a EJ Kostelec. Keramické objekty skrývají dutiny (Malý a velký démon, 1990) a vybízejí ke zkoumání obsahu, ale i k dotýkání, hlazení či laskání a spojují tím klíčové body lidské senzuality. Některé replikují nejrůznější předměty ze sbírek Švankmajerových ve formě metafory a představují tak keramické znovuzrození původních modelů (Arcimboldeskní hlava, 1981, Beethoven portrétovaný Arcimboldem, 1993).
Jan Švankmajer považoval jejich společnou keramickou tvorbu za pokus "vrátit navenek utilitární činnosti její magický rozměr a legalitu iracionalitě. Tvarem talíře, příborů apod. lze navodit při jídle řadu asociací a celý proces jídla silně erotizovat nebo z něj učinit kanibalisticko-agresivní akt."
Švankmajerovy objekty zahrnují celou škálu výtvarných technik, včetně keramiky. Ve druhé polovině 90. let vznikl cyklus Alchymie (Destilace, Masochistická alchymie). Objekty ve skleněných vitrinách často zobrazují nějakou formu dialogu (Dialog na život a na smrt, 1996), jsou odkazem ke slavným surrealistickým dílům (Eviny boty - pocta Méret Oppenheim, 2008) nebo představují perzifláž klíčového Rosekruciánského symbolu "mystické svatby" - splynutí krále a královny, v podobě asambláže heterogenních prvků zahrnujících alchymickou retortu, boty, kartáče, kosti, lebku, ad. (Alchymická svatba, 1994).

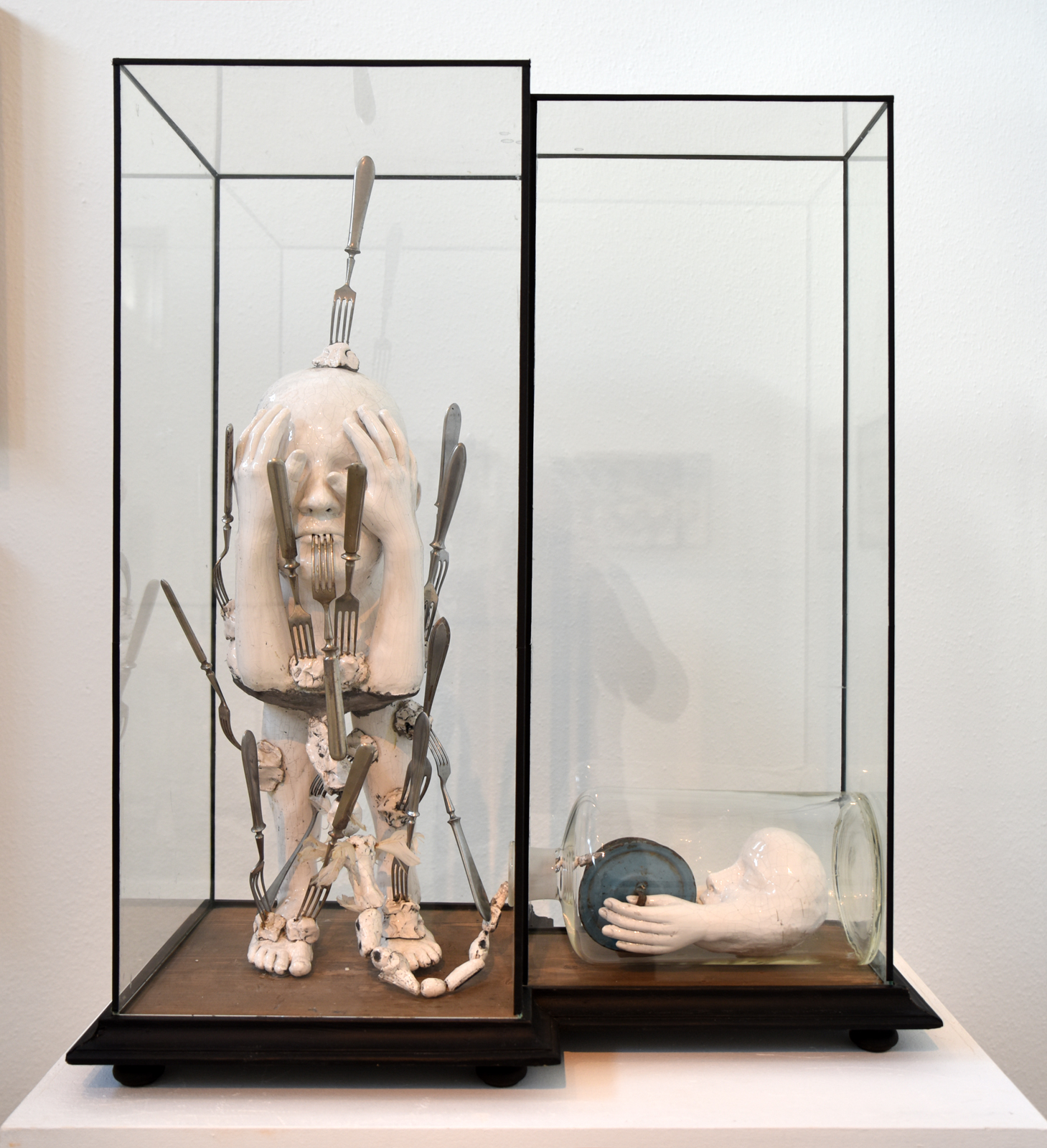
Masochistická alchymie (1966)
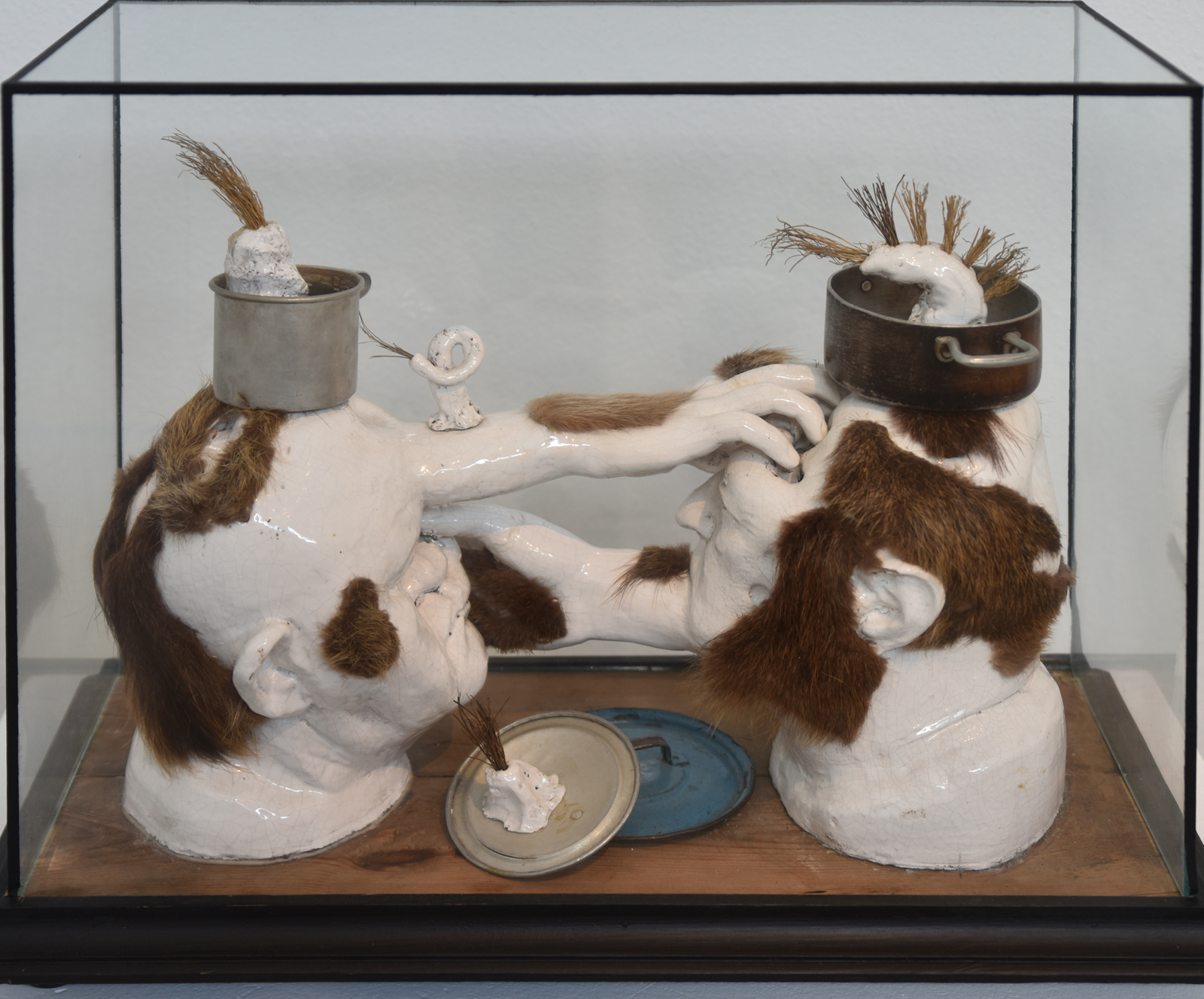
Dialog plešatých (1994)
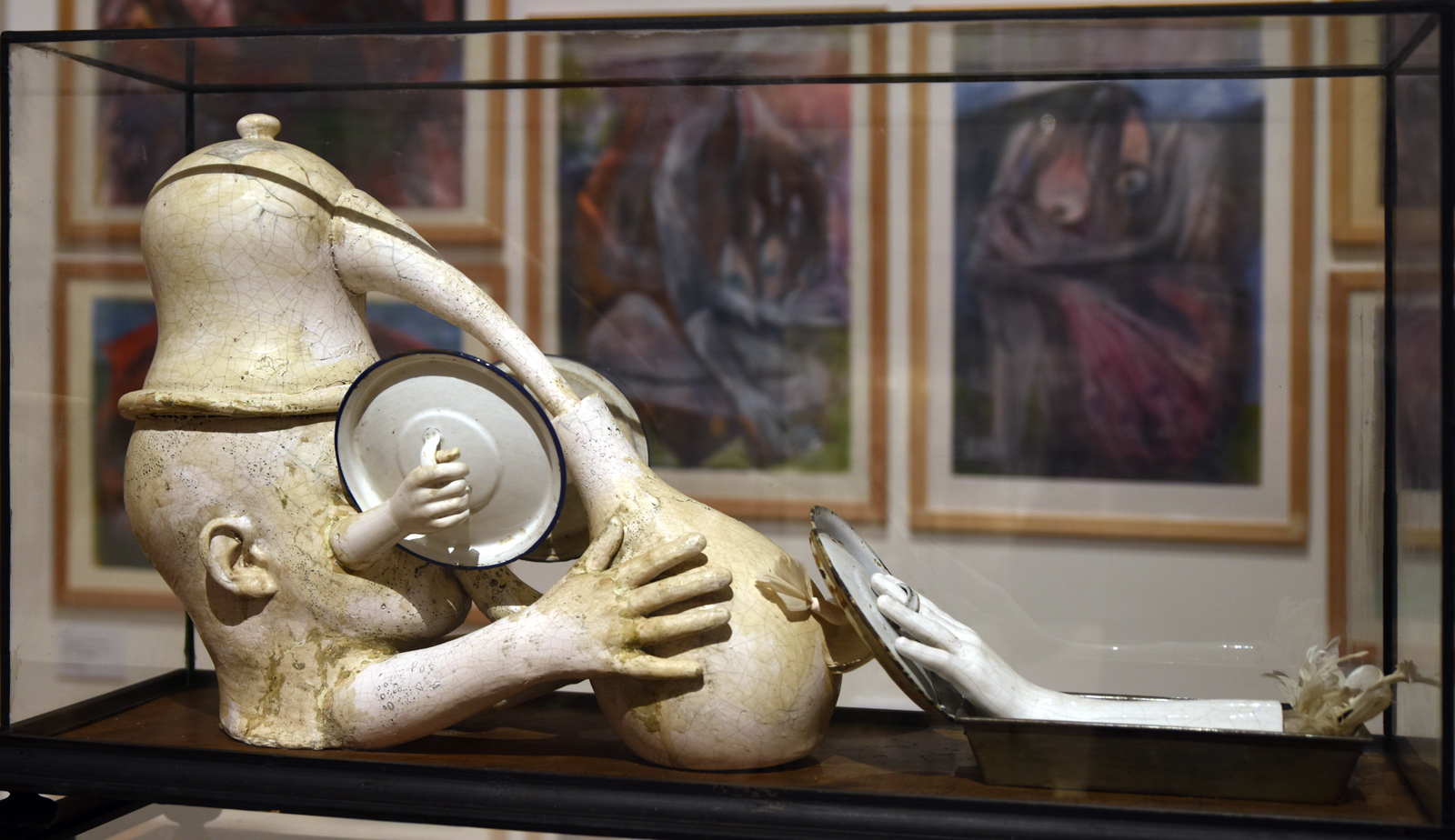
Bílá alchymie (1994-1996)

#### Gestické sochařství a taktilní objekty
Švankmajerova představivost, která mu dovoluje animovat jakoukoli materii, zároveň volně nakládá s materiály při sestavování loutek. Kamenné předchůdce loutek vytvořil z barevných kamínků ve filmu Hra s kameny (1965) a později na podobném principu sestavil své gestické loutky z keramické hlíny. Loutka tím ztratila svůj prvotně jednoznačný charakter, přestala být hercem a stala se symbolem, jakýmsi vícevýznamovým "protofetišem" (Marioneta Neznámého boha, 2002, Smrt - loutka ze série Rytíř, Smrt a Ďábel, pocta Albrechtu Dürerovi, 2012).
Oproti gestické malbě není gestické sochařství zprostředkované žádným nástrojem a je čistým vyjádřením emocionálního a psychického stavu tvůrce. Při této práci s hmotou nejde primárně o zrakový vjem a estetické působení, ale o záznam (fosilii, deník) bezprostřední emoce. Gestické sochařství je určeno k vyvolání asociací spojených s hmatem, rozšíření pole smyslového vnímání hmatem a o průzkum dosud nezmapovaných oblastí. Výsledkem jsou taktilní předměty určené k masážím těla a k objevení dosud nezmapovaných erotogenních zón, taktilní portréty, taktilní objekty inspirované sny a skrývající neočekávané hmatové počitky, taktilní básně jako lineárně řazená hmatová gesta zaznamenaná ve vypálené keramické hlíně, taktilní marionety sestavené z kousků hrubě zpracované hlíny, mantry a jantry.
Některé Švankmajerovy gestické loutky jakoby popíraly vlastní smysl poslání loutky - mají sice všechno co k loutce patří, až na to, že je nelze vodit. Jejich půvab spočívá ve výhružné a výsměšné nehybnosti, v níž se konvenční znak proměňuje v zneklidňující básnický obraz, stejně osvobodivý jako matoucí. Jeho zdánlivě neškodná monstra, kombinující gesticky formovanou hlínu s kartáči, vidličkami, sítky a jinými obyčejnými předměty, vyzařují ubuovskou přeludnost, v níž se mísí tragika s humorem, ale i sarkasticky výsměšnou, téměř animální drzost či pohrdavý narcismus. Švankmajer i ve svých filmech evokuje taktilní pocity, neboť předpokládá existenci "taktilní paměti" - zasuté taktilní zkušenosti, související např. se štítivostí. Ve filmu Zánik domu Usherů je gestická animace hlíny, která zde reprezentuje prvotní hmotu (prima materia v alchymistickém smyslu), užita k interpretaci básně E. A. Poa.
Se Švankmajerovou potřebou odhalovat primární zdroje lidské imaginace souvisí i jeho taktilní objekty. Původně vznikly jako experiment pro téma interpretace v rámci Surrealistické skupiny (Taktilní portrét E. Š., 1977), ale výsledek byl natolik povzbuzující, že se jimi zabýval po celých sedm let, kdy nesměl natáčet filmy a staly se jednou z nejzajímavějších poloh jeho tvorby. Hmat podle autora stojí někde uprostřed mezi lidskými smysly, které podávají ryze objektivní (zrak, sluch) nebo subjektivní (čich, chuť) informaci. Jako smysl, který měl dlouho čistě utilitární úlohu a nemohl se z praktických důvodů estetizovat, zachoval si hmat určitou primitivní vazbu ke světu a pudovost. Taktilní vjemy mají jednu z nejvýznamnějších funkcí v erotismu a vybavují asociace spojené s nejhlubšími vrstvami lidského nevědomí (Princip slasti, taktilní objekt, 1996), což hmat povyšuje na jeden ze smyslů s potenciálem inspirovat moderní umění.
Hmat považuje za primordiální smysl, kterým se, prostřednictvím doteků s matkou, narozené dítě seznamuje s okolním světem. Hmatu připadá i hlavní úloha při praktické realizaci erotických vztahů. Erotická inspirace je ve Švankmajerových filmech přítomná jako manifestační provokace i parodie utilitárního sexu, sarkasmus, černý humor, interpretace sexuálních deviací i existenciální úzkost. V souvislosti s filmem Spiklenci slasti (1996) vznikla série výtvarných děl, v nichž Švankmajerovi použili taktilní keramické objekty se sexuálními konotacemi (Animovaný muž a animovaná žena, 1996, Filosofie v ložnici - realizovaná kresba, 1996, Filosofie v budoiru, 1996), ad.

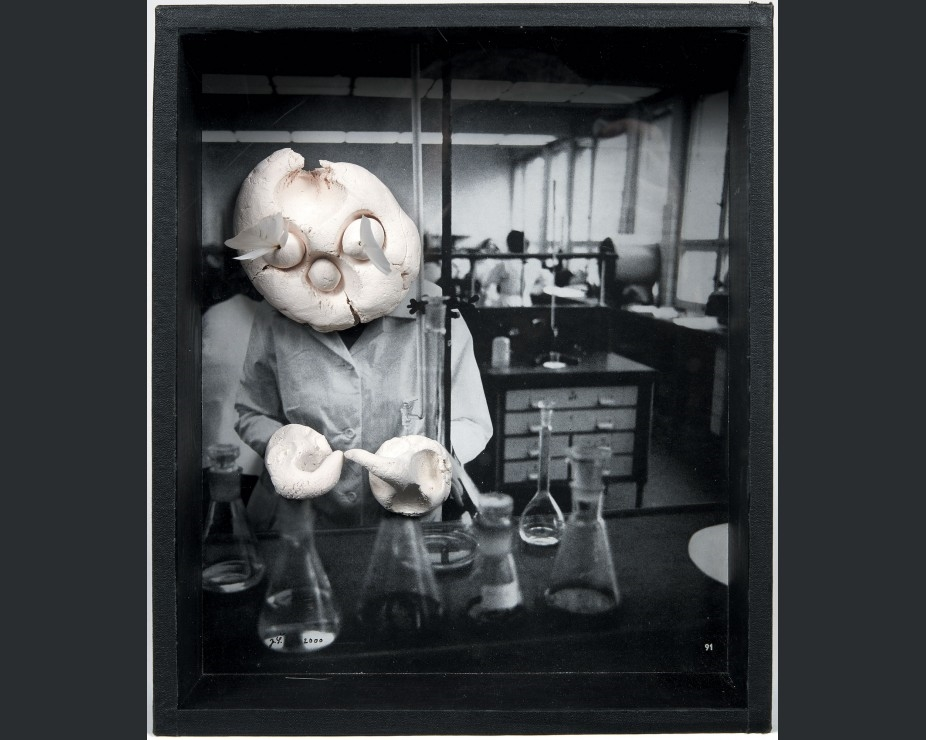
Taktilismus všedního dne, 2000
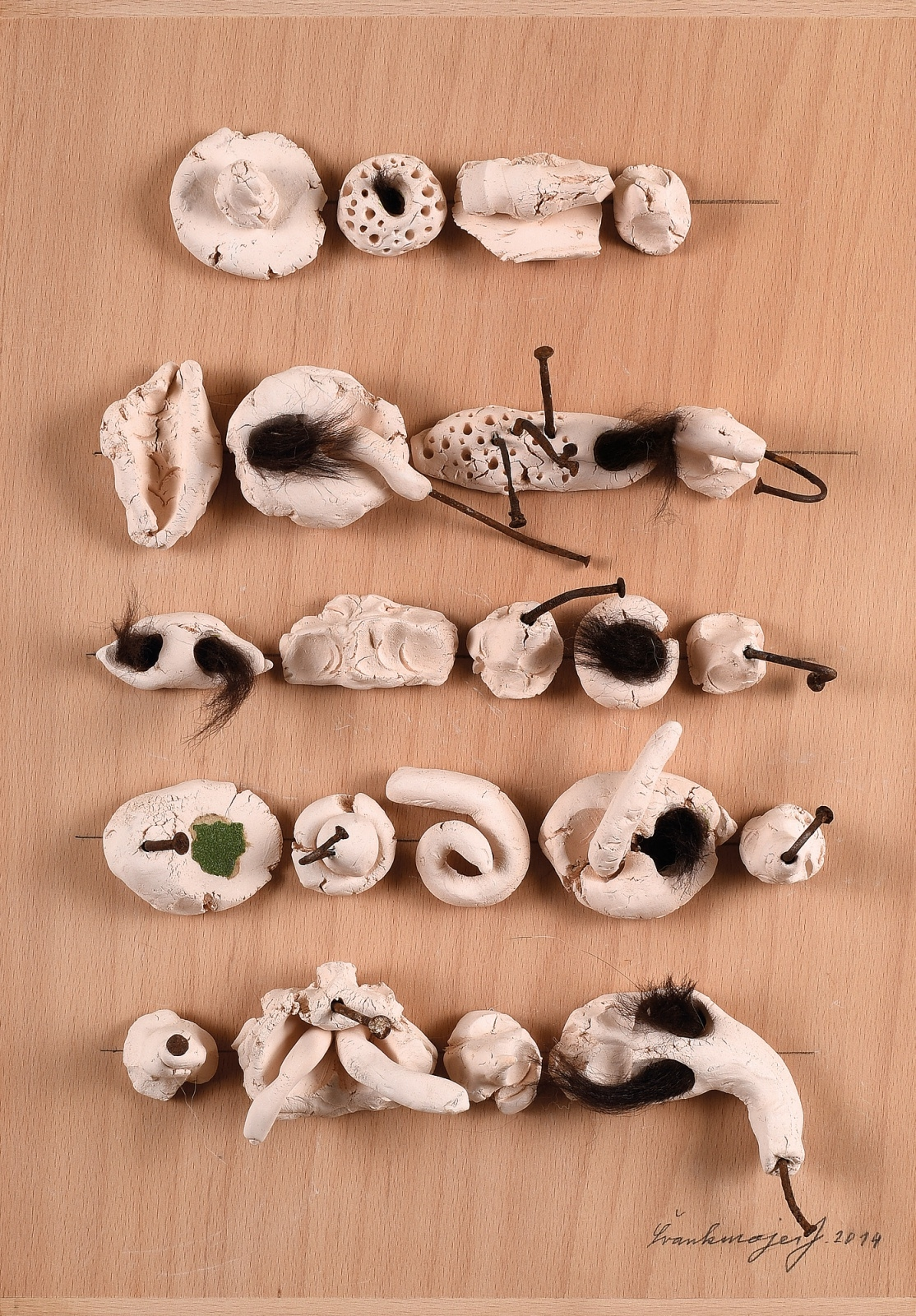
Taktilní báseň, keram. hlína, hřebíky, srst, překližka, 2014

#### Asambláže a objekty
Některá díla souvisí s ranou filmovou tvorbou ze 60. let (Hra s kameny, Historia naturae) a jsou součástí nepřetržitého tvůrčího procesu, kde se každý objekt stává podnětem k nové interpretaci. Objekty ve skleněných vitrínách jsou určeny pro projekt Kunstkomory, jejíž funkce je zasvěcovací, spíše než estetická. Podle Effenbergera je Švankmajerův Přírodopisný kabinet, obsahující přízračné tvory, kteří jako by unikli přírodovědné registraci jen proto, aby je mohla objevit imaginace vzpurného dítěte odhodlaného chránit básnickou svobodu, spíše dílem filozofického postoje než pouhého uměleckého sarkasmu. Tento cyklus popírá racionalitu přírodovědnou i racionalitu moderního umění. Švankmajer technikou asambláže spojuje kostry, krunýře, ulity, škeble, vycpaniny i minerály a tvoří fantaskní tvory, kteří jsou do jisté míry třírozměrnou analogií nebo mutací některých listů z jeho Bilderlexikonu. Symbolické slučování nespojitelných prvků v sobě obsahuje smysl pro zázračnost, který v lidské imaginaci od pradávných kultur mísí tragiku s humorem.
Jedny z nejpůsobivějších objektů "oživují" minerály a kombinují těla s broušenými acháty s lidskými končetinami (Kopulující acháty, Mineralogie se třema nohama, 2003). Po roce 2011 některé své prostorové objekty ponořuje v karlovarském minerálním zřídle a vytváří z nich "předčasné fosilie". Jeho "vyvřelinové objekty" se pokryjí vrstvou vřídelního kamene, který jim dává jednotný červenohnědý povrch (mj. barva charakteristická pro jiná Švankmajerova díla a mající původ v dětských vzpomínkách). Autor se tak pokouší vrátit tvorbu zpět přírodě nebo ji alespoň zapojit do tvůrčího procesu. Výsledkem jsou podle něj jakési "zkameněliny této zkurvené civilizace jako předobraz její zkázy" (Konec civilizace II?, 2011).

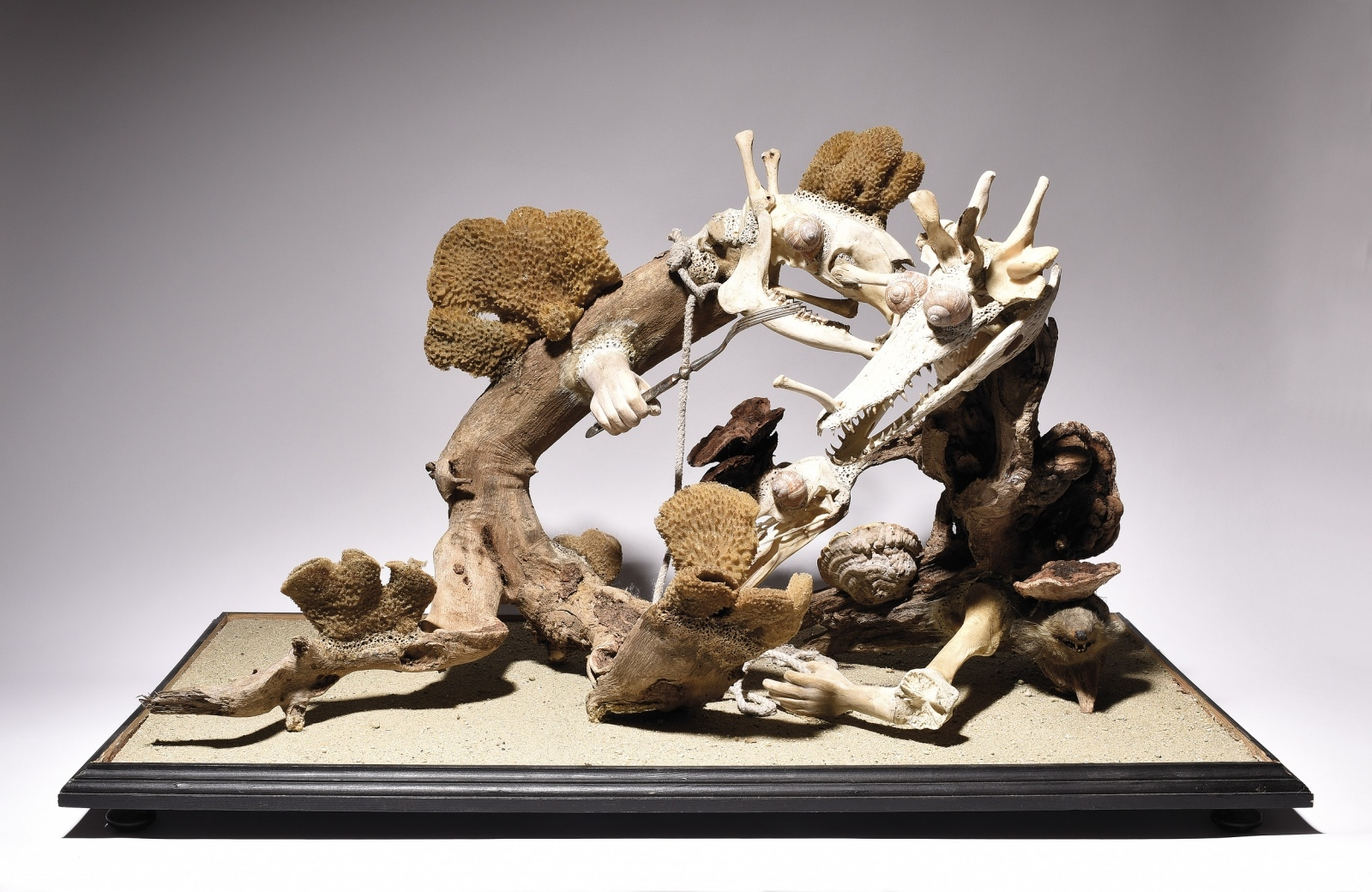
Souboj Kořenů, 2009
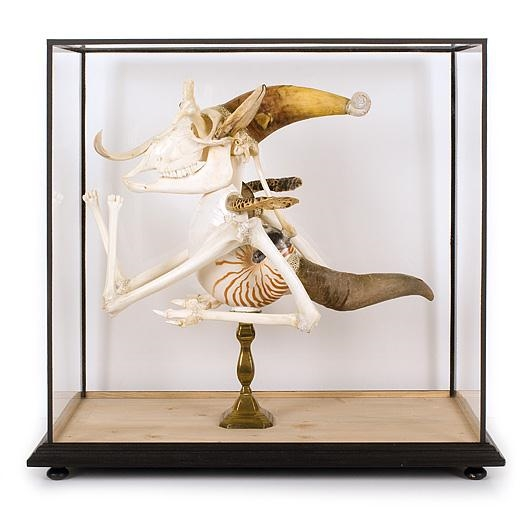
Zvíře-klaun, 2013
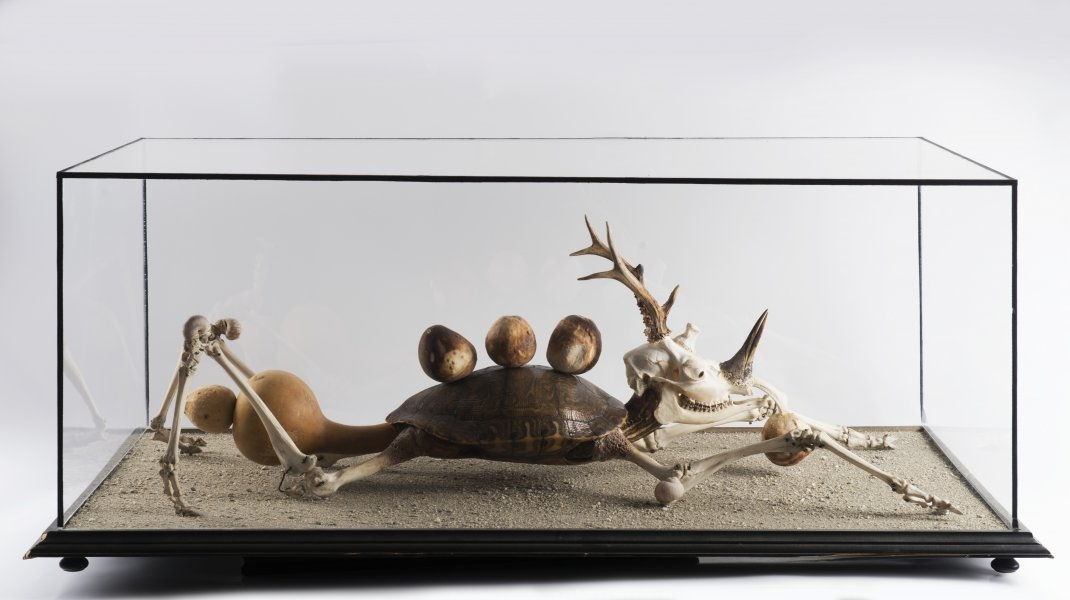
Falešná želva, 2005
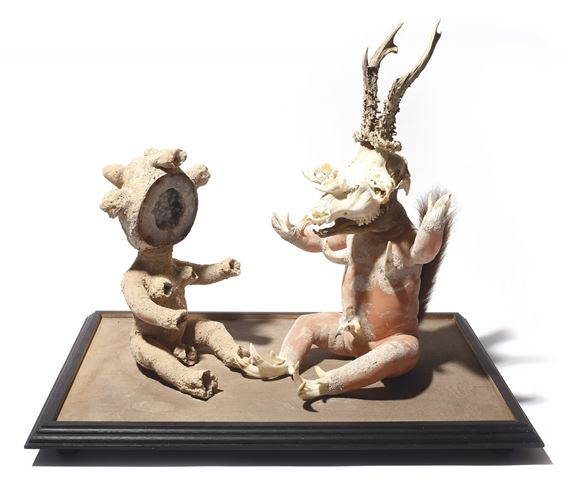
Setkání mineralogie se zoologií, 2017
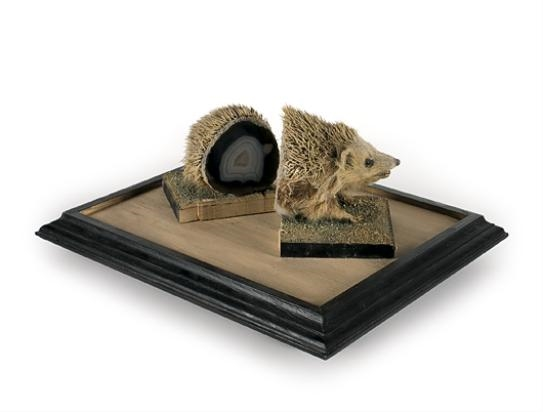
Ježek, 2012
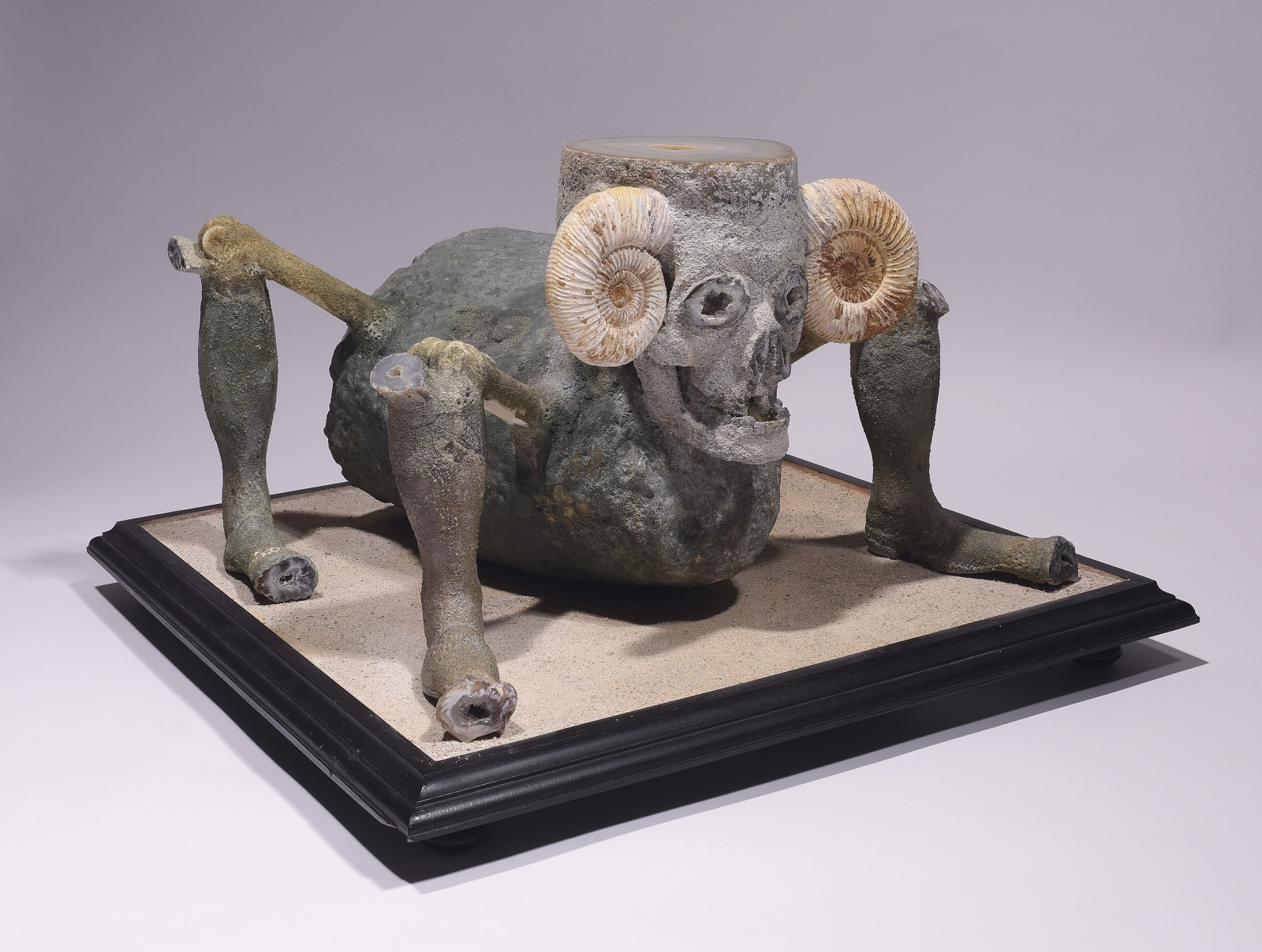
Handštan I, 2013
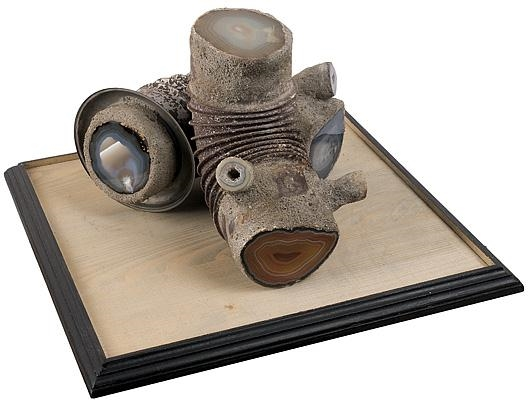
Mineralogická kolena, 2010

#### Fetiše a relikviáře
Loutky a asambláže následují objekty, označené autorem už přímo jako fetiše. Ty reflektují Švankmajerovu fascinaci magickými a rituálními soškami a maskami afrických domorodců, ale nejsou replikami předmětů, které používají k magickým úkonům přírodní národy a nemají ani estetické kvality soch nebo masek (Létající fetiš, 2002). Švankmajerův fetišismus spočívá v propojování neukončené řady zdrojů a kontextů, které se rozvíjejí v čase od jednoduššího ke složitějšímu a jako sněhová koule na sebe nabalují autorovy afekty, emoce, vědomosti a obsese, které procesu dodávají energii. Postupuje tak proti smyslu samotné loutky a ve své tvořivé mánii přechází ke stále nejednoznačnějším objektům, jejichž vnější podoba a významové funkce metamorfují a zvyšují tak jejich symbolickou kvalitu. Takovým fetišem je např. socha Ukřižovaného Krista, pobitá hřebíky, ve filmu Šílení.
Autor o fetiši prohlašuje - je to náš výtvor, kterému jsme přiřkli magickou moc. Nabili jsme ho touhou a imaginací a čekáme od něho zázrak. Podle Švankmajera je fetiš čistým extraktem principu slasti. Nejde o umění, ale partnera nadaného "vyšší mocí", kterou mu propůjčila víra v jeho schopnosti. Iracionální motivace a surrealistické východisko jeho tvorby přitom vylučuje jakýkoli kalkul s esteticky významným výsledkem. Fetiše jsou zraňovány, abychom je přiměli k poslušnosti a krmeny, aby měly sílu splnit naše přání. Jan Švankmajer napodobil rituál Afričanů z Konga, kteří do svých fetišů zatloukají hřeby a ostré kusy plechu, aby s nimi zpečetili smlouvu. Shromáždil v zásuvkách ze starého nábytku asambláže různých civilizačních pozůstatků a "nakrmil" je krví a kukuřičnou kaší. Když se v šuplících na slunci vše začalo kazit a muší larvy vytvořily ve hmotě rány, ukončil proměnu horkovzdušnou pistolí, zalil asfaltem a zasypal popelem. Částečně se tak vrátil k informelnímu východisku své tvorby (Šuplíkový fetiš, 2015–2017).
Jako ústřední objekt své Kunstkamery vytváří Koňský fetiš v životní velikosti. Využil komerčně dostupné laminátové tělo koně, které kombinuje s částmi koster různých savců. Výsledný objekt připomíná některé airbrushové kresby Petera Orieška na téma Vanitas. V břiše fetiše je vložen jeden z jeho asamblážových objektů ve skleněné vitríně - Embryo Pegase.
Švankmajerovy novodobé relikviáře jsou schránkami nejrůznějších zvířecích ostatků, ozdobených galanterními rekvizitami, jako jsou prýmky, umělé perly, knoflíky a třapce (Relikviář šestnácti mučedníků, 2015) a doplněných kresbou. Některé jsou figurální (Relikviář XV, 2016), jiné autor vytváří spontánně a svým charakterem připomínají Švankmajerovy mediumní frotáže a kresby (Relikviář v krajině, 2016). V relikviářích se prolíná zdánlivě posvátné s profánním a proměňují se ve spolunositele sarkastického vidění, stávají se součástmi císařových nových šatů ve výprodeji dnešního světa bezobsažných institucí a užvaněných politických, ekonomických či vůbec hodnotových klišé. Jejich poselství je nejen subjektivně groteskní, ale především psychologicky i psychosociálně agresivní (Koaliční partneři, Odpočívající Titán před koncem světa, 2018).

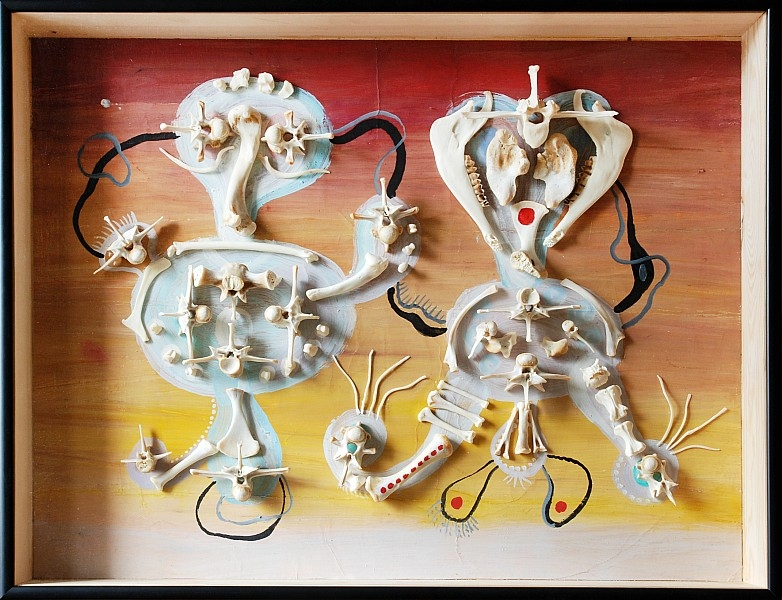
Svatba Juana Miró s japonskou spisovatelkou, 2016
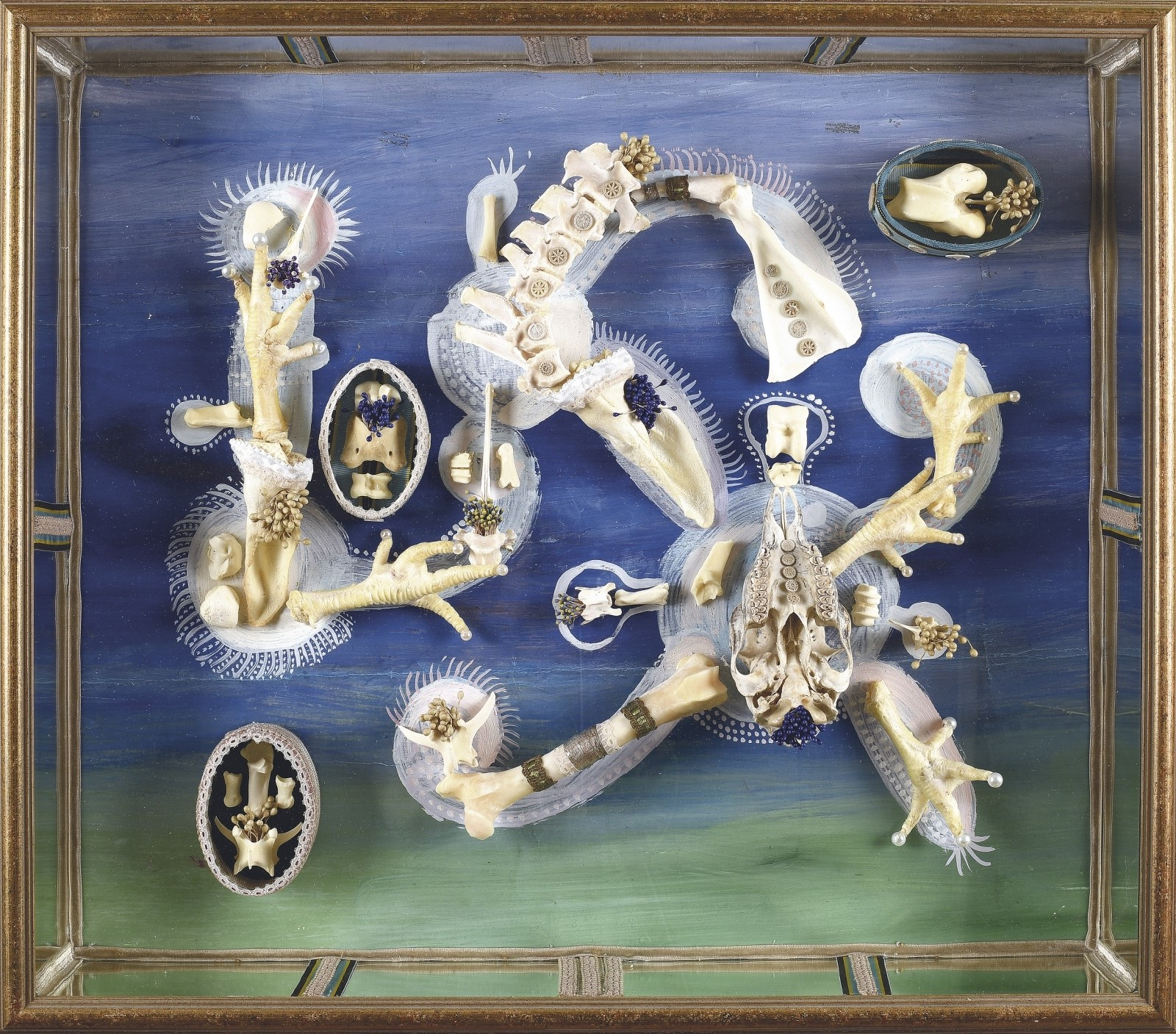
Relikviář, 2016
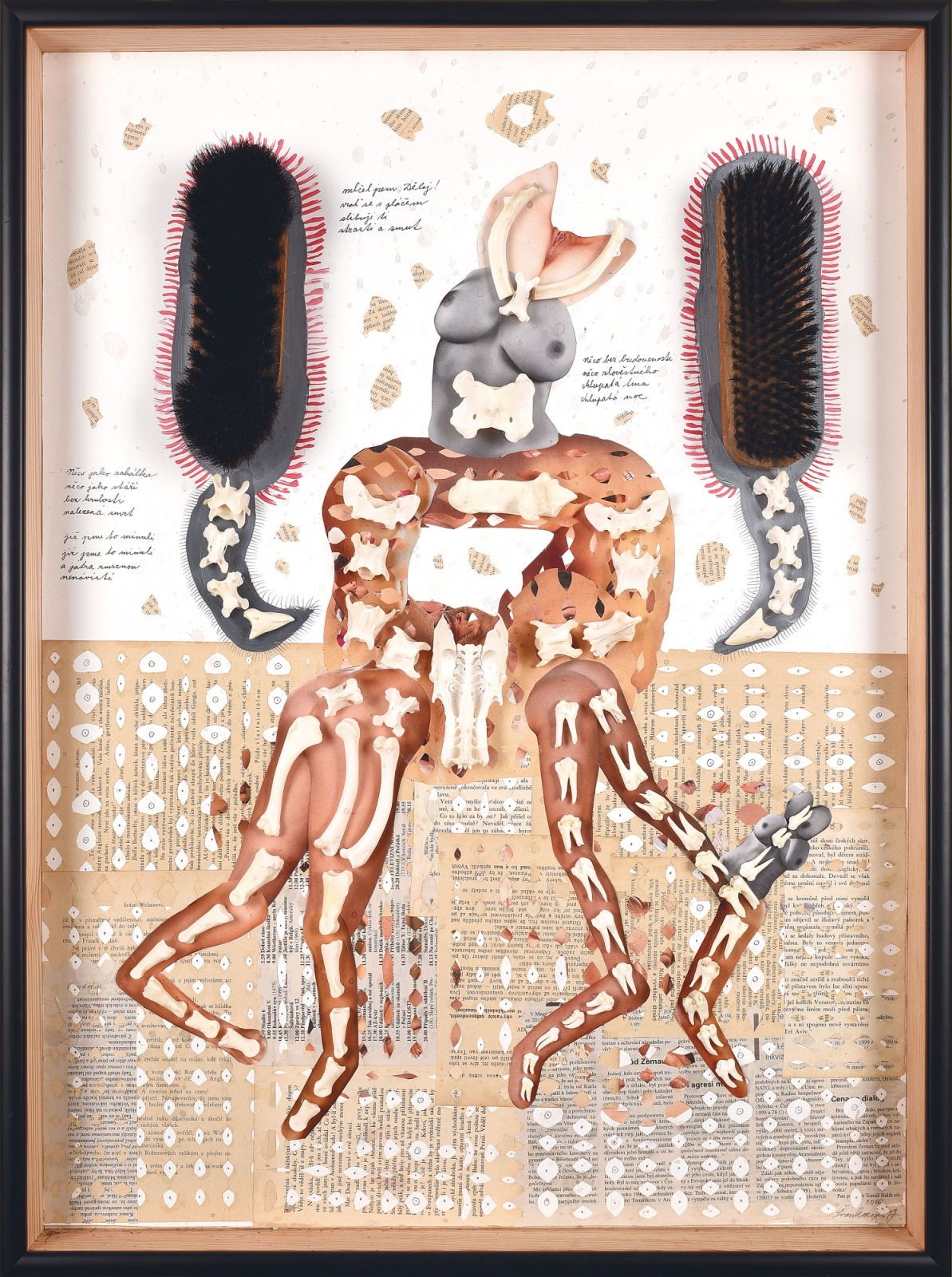
Kartáče, 2016
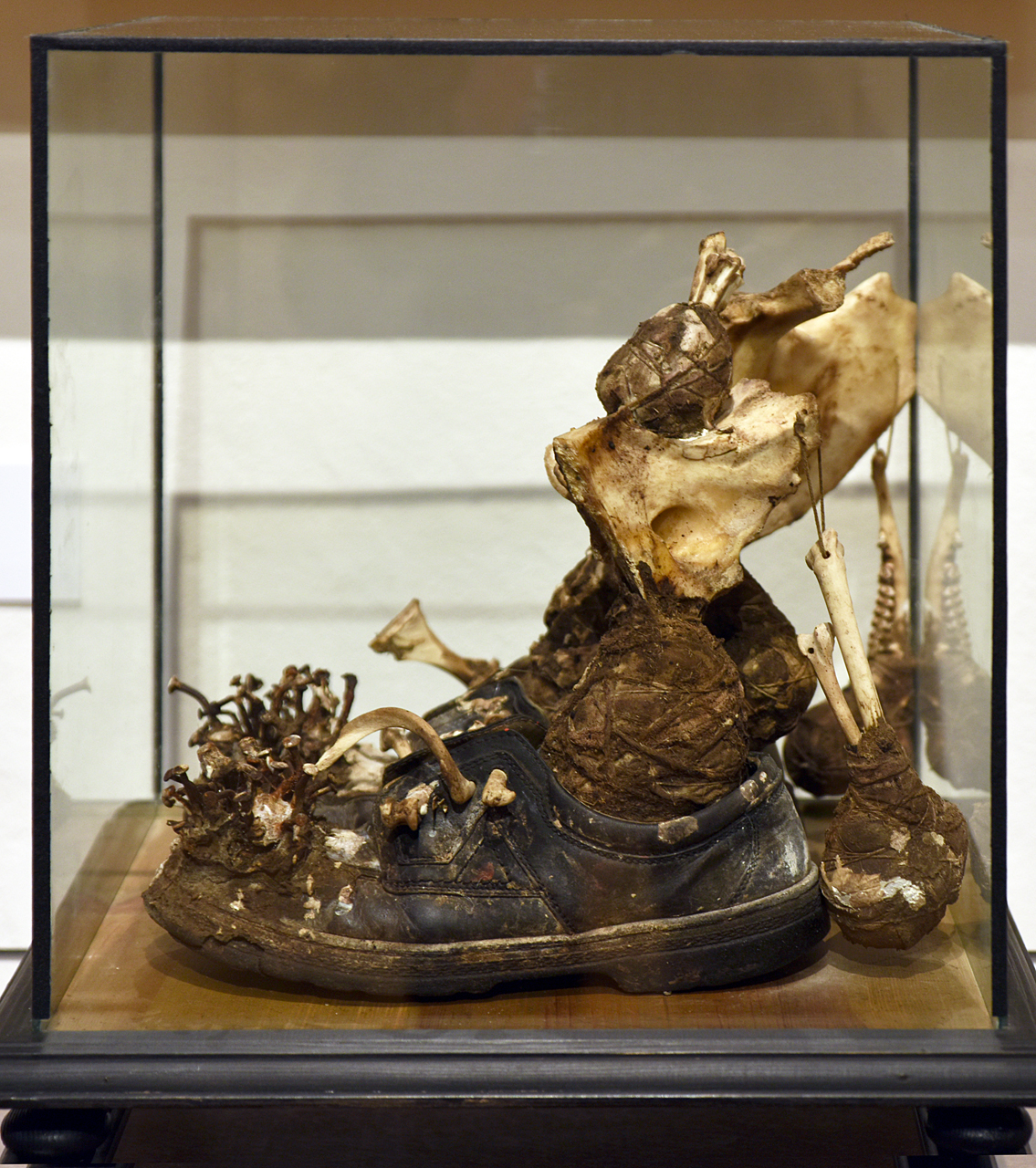
Moje nejmilejší boty (2000), fetiš

#### Loutky

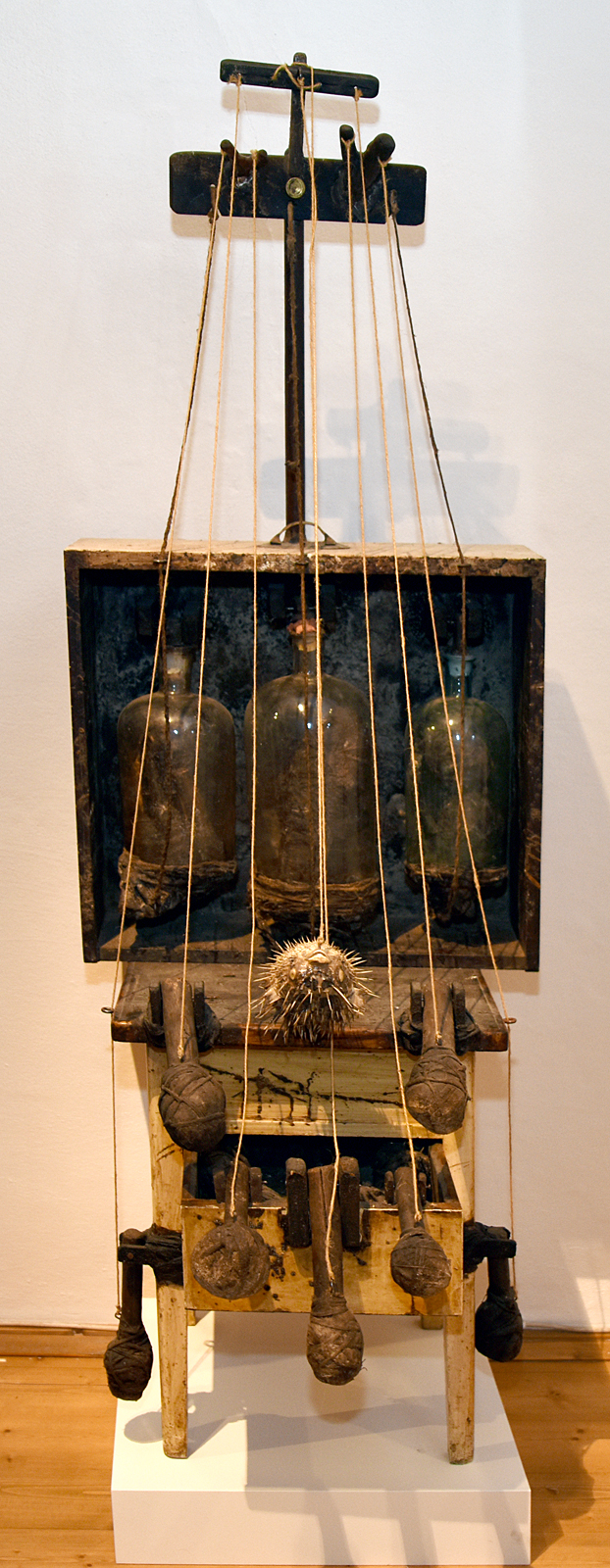
Loutka ženy se třemi prsy (2002)
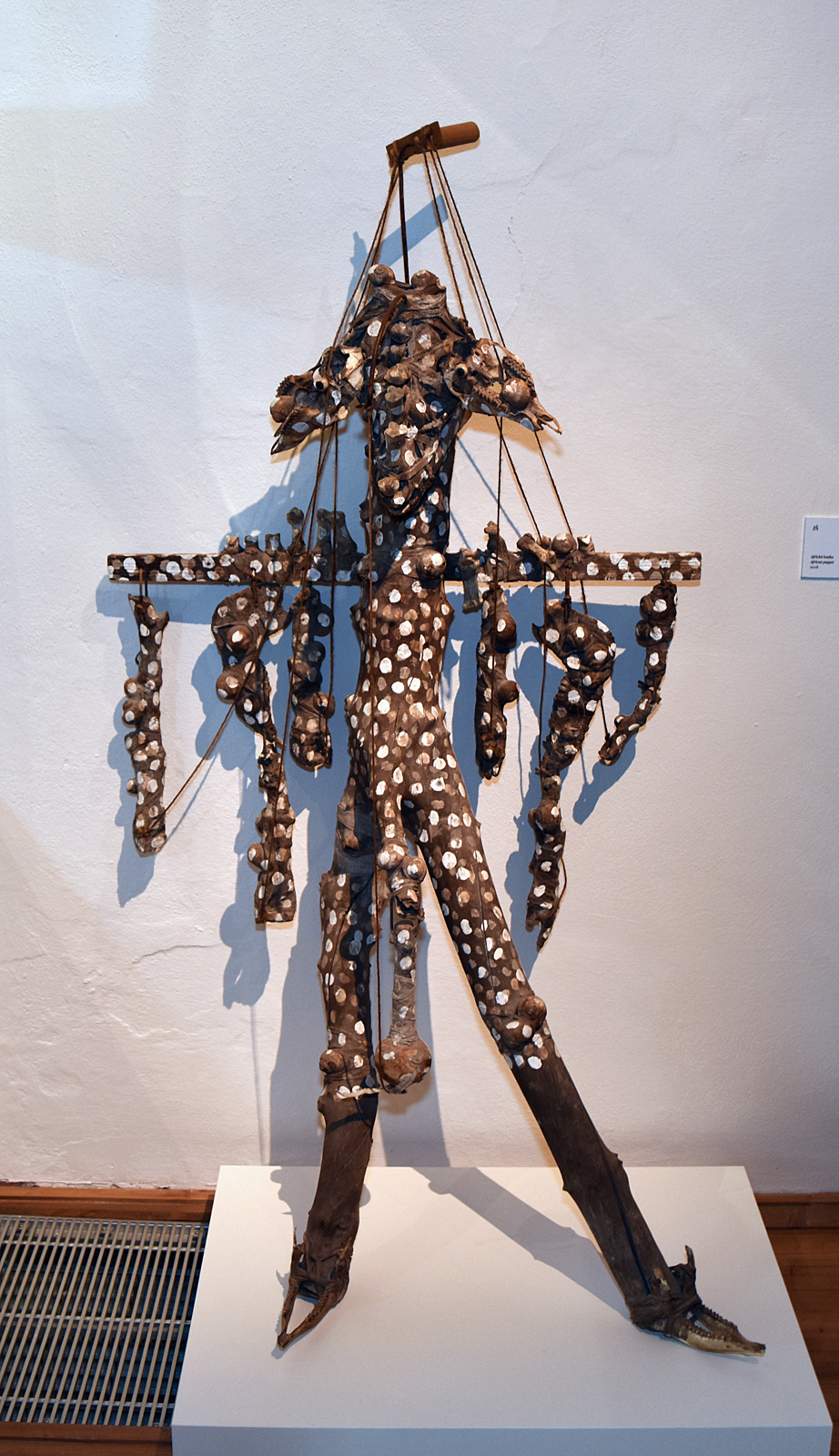
Africká marioneta (2008)

#### Ilustrace
- Kaidan (Kwajdan), kniha japonských strašidelných příběhů[157]
- Vratislav Effenberger, Eva Švankmajerová, Biče svědomí, nakl. Dybbuk, Praha 2010, ISBN 9788074380273
- Edogawa Rampo, Živé křeslo (jap.)
- Lewis Caroll, Alenka v říši divů (jap.)
- Eva Švankmajerová: " Baradla Cava" /Jeskyně Baradla/, vyd. Sdružení Analogonu, Praha 1995, ISBN 80-238-0583-5

#### Zastoupení ve sbírkách (výběr)
- Tate Modern, London
- Muzeum umění Olomouc
- Galerie výtvarného umění v Chebu
- Galerie moderního umění v Hradci Králové
- Galerie Klatovy / Klenová
- Pražská plynárenská, a.s., Praha
- soukromé sbírky doma i v zahraničí

#### Autorské výstavy (výběr)
- 1961 Kresby a tempery, Divadlo Semafor Praha
- 1963 Objekty, Viola Praha
- 1977 Infantile Lüste, Galerie Sonnenring, Münster (s E. Švankmajerovou)
- 1983 Přírodopisný kabinet, Pražský filmový klub
- 1987 Bouillonnements cachés, Brusel a Tournai (s E. Švankmajerovou)
- 1989 Retrospektiva filmů, Museum of Modern Art, New York
- 1991 La contamination des sens, Annecy (s E. Švankmajerovou)
- 1991 Het ludicatief principe, Antwerpy
- 1991 La fuerza de la imaginación, Valladolid
- 1992 Cyfleu breuddwydion / The Communication of Dreams, Cardiff, Bristol (s E. Švankmajerovou)
- 1993 Das Lexikon der Träume, Filmcasino, Vídeň
- 1994 Transmutace smyslů, Středoevropská galerie, Praha
- 1994 El llentguatge de l'analogia, Sitges (s E. Švankmajerovou)
- 1995 Athanor, Telluride (s E. Švankmajerovou)
- 1996 Hmat, Arcimboldo a vanitas, Londýn, Varšava, Krakow (s E. Švankmajerovou)
- 1997 Mluvící malířství, němá poezie, Obecní galerie Beseda, Praha (s E. Švankmajerovou)
- 1997 Přírodopisný kabinet, Galerie Josefa Sudka, Praha (s E. Švankmajerovou)
- 1998/2001 Anima, animus, animace (s E. Švankmajerovou), Galerie U bílého jednorožce, Klatovy, Český Krumlov, Cheb, Hradec Králové, Jihlava, Washington, Rotterdam
- 1999 Jan Švankmajer, Musée d'Art Moderne et d'Art Contemporain (MAMAC), Nice
- 2002/2003 Eva Švankmajerová & Jan Švankmajer: De bouche à bouche, Annecy, Institut International de la Marionnette, Charleville
- 2003 Mediumní kresby a fetiše, Nová Paka, Galerie Les yeux, Paříž
- 2003/2004 Memoria dell´animazione - Animazione della memoria, Parma, Galerie města Plzně
- 2004 Jídlo - retrospektiva 1958–2004, Jízdárna Pražského hradu (s E. Švankmajerovou)
- 2004/2005 Syrové umění, Galerie Klatovy/Klenová, Moravská galerie v Brně (s E. Švankmajerovou)
- 2010/2011 Jan Švankmajer: Přežít svůj život, Artinbox Gallery, Praha
- 2011 Das Kabinett des Jan Švankmajer: Das Pendel, die Grube und andere Absonderlichkeiten, Kunsthalle Wien Museumsquartier, Vídeň
- 2011/2012 Jan Švankmajer: Krátké filmy z 60. let, Galerie výtvarného umění v Chebu
- 2012 Jan Švankmajer, Kerstin Engholm Galerie, Vídeň
- 2012/2013 Jan Švankmajer: Možnosti dialogu. Mezi filmem a volnou tvorbou, Dům U Kamenného zvonu, Praha, Muzeum umění Olomouc
- 2014 Metamorphosis (V. Starevič, J. Švankmajer, bratři Quayovi), Centrum současného umění, Barcelona
- 2014/2015 Jan Švankmajer: Naturalia, Museum Kampa - Nadace Jana a Medy Mládkových, Praha
- 2015 Kabinet Jana Švankmajera (Zbierka Ivana Melicherčíka), Danubiana
- 2016 Jan Švankmajer: Lidé sněte / Dream on!, Galerie Artinbox Praha
- 2016 Jan Švankmajer: Objekty, DSC Gallery, Praha[158]
- 2018 Jan Švankmajer: Relikviáře, Galerie Millenium Praha
- 2019/2020 Jan Švankmajer, Eva Švankmajerová: Move little hands… „Move!", Kunsthalle im Lipsiusbau, Drážďany[159]
- 2023 Jan Švankmajer: Nepřírodopis, Městské muzeum Rýmařov a Galerie Octopus
- 2023 Jan Švankmajer: Nepřirozené příběhy, Kebbel-Villa | Oberpfälzer Künstlerhaus, Schwandorf
- 2024 Eva Švankmajerová / Jan Švankmajer, DISEGNO INTERNO, Galerie Středočeského kraje, Kutná Hora

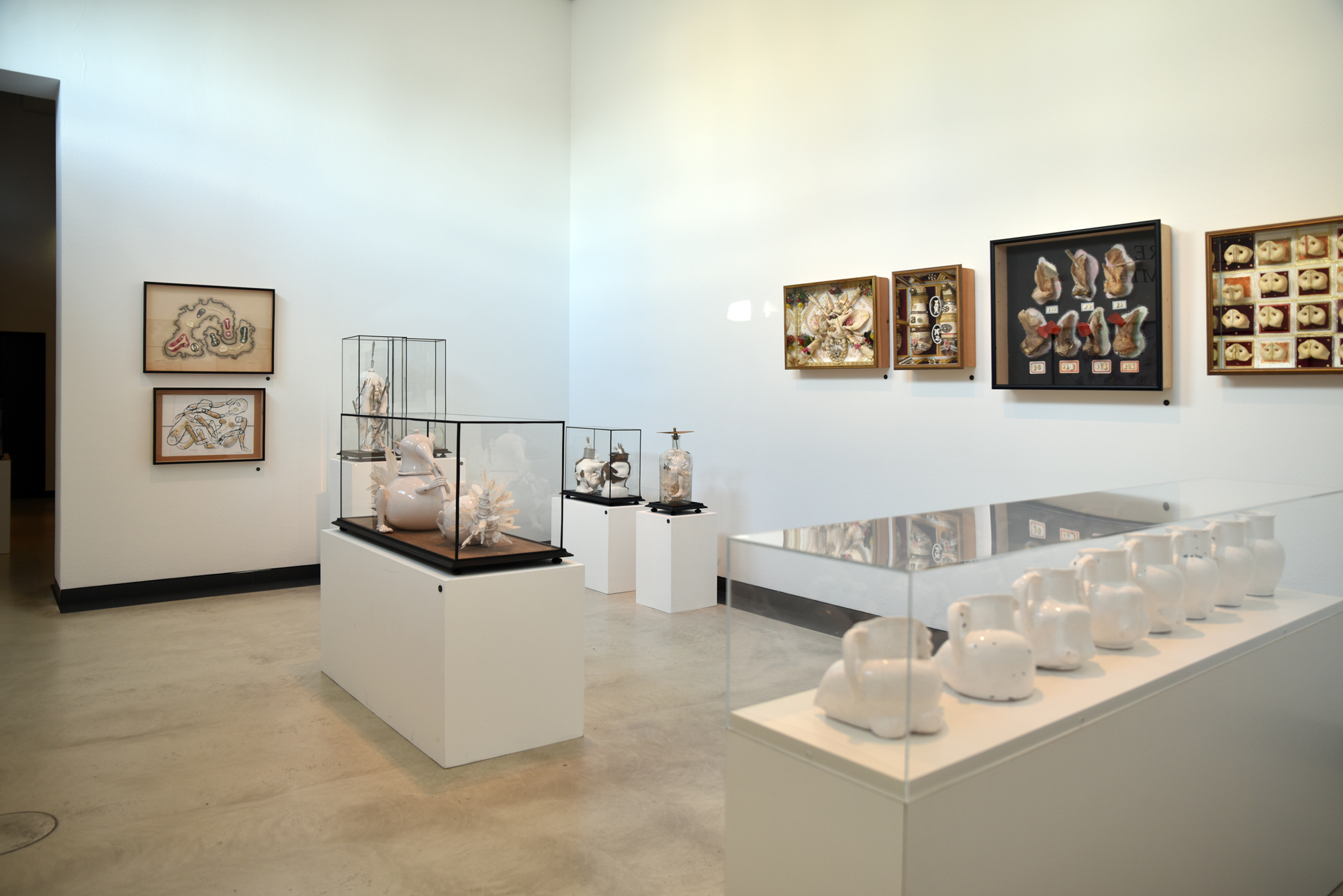
Pohled do výstavy 1, Dresden 2020
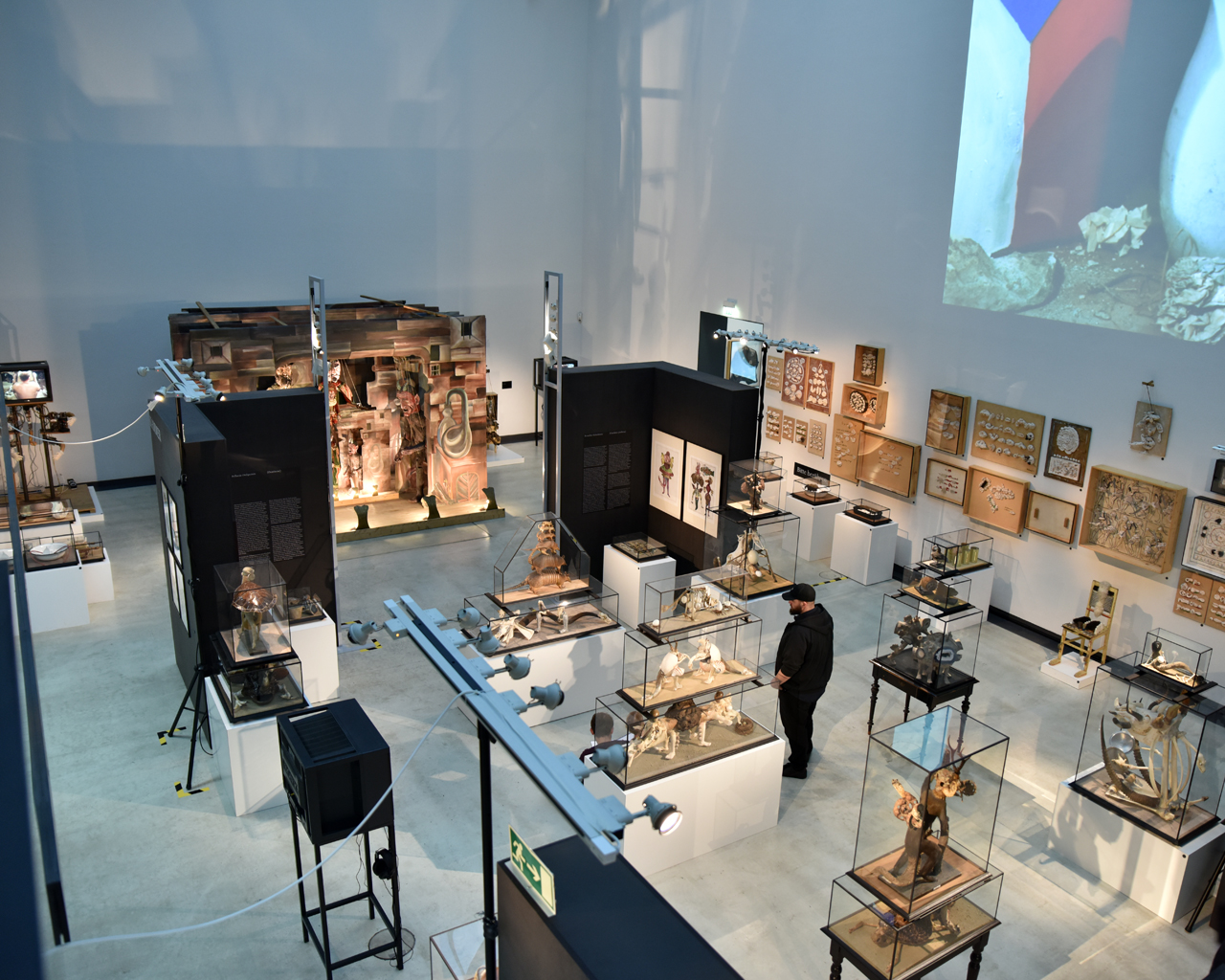
Pohled do výstavy 3, Dresden 2020
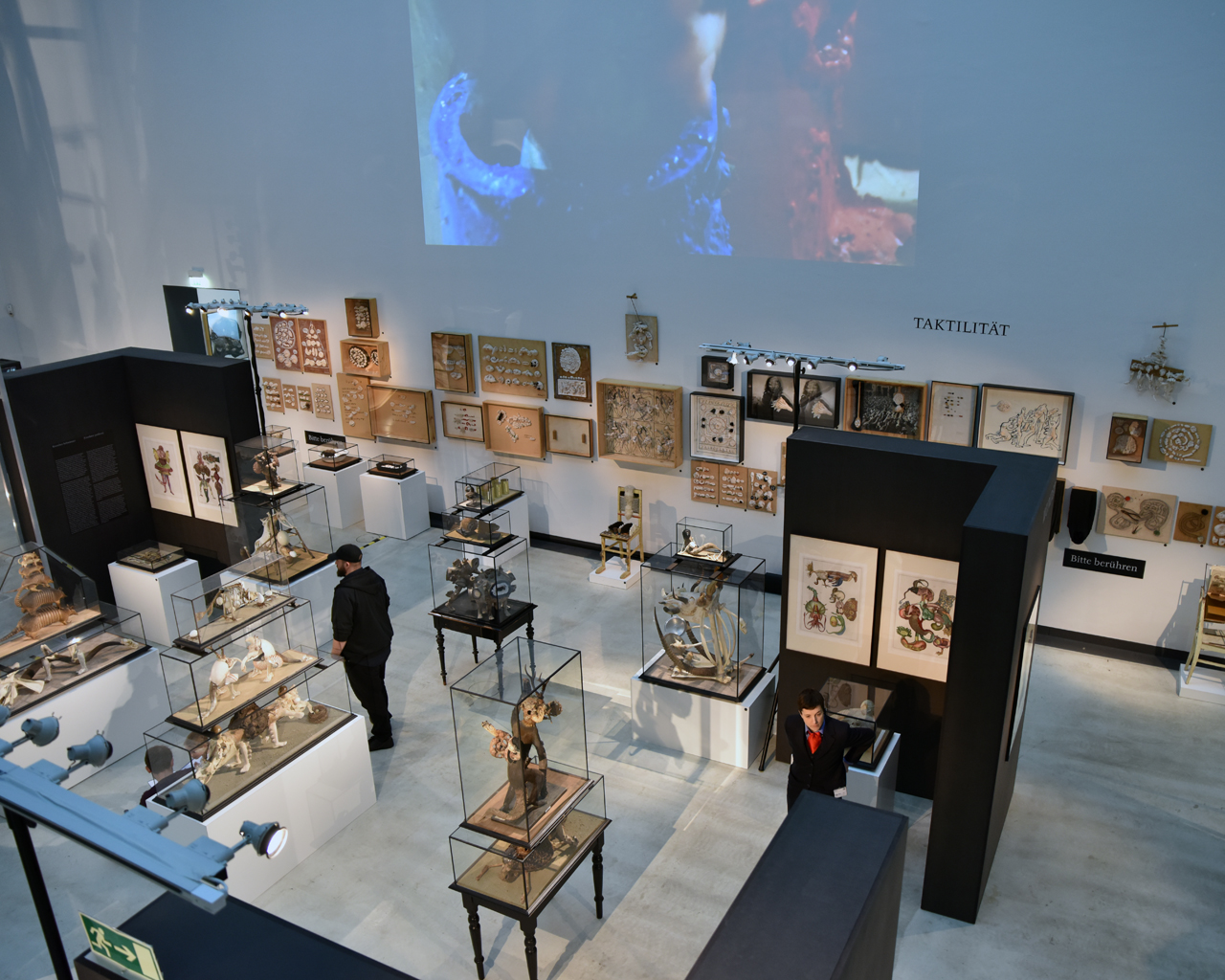
Pohled do výstavy 4, Dresden 2020
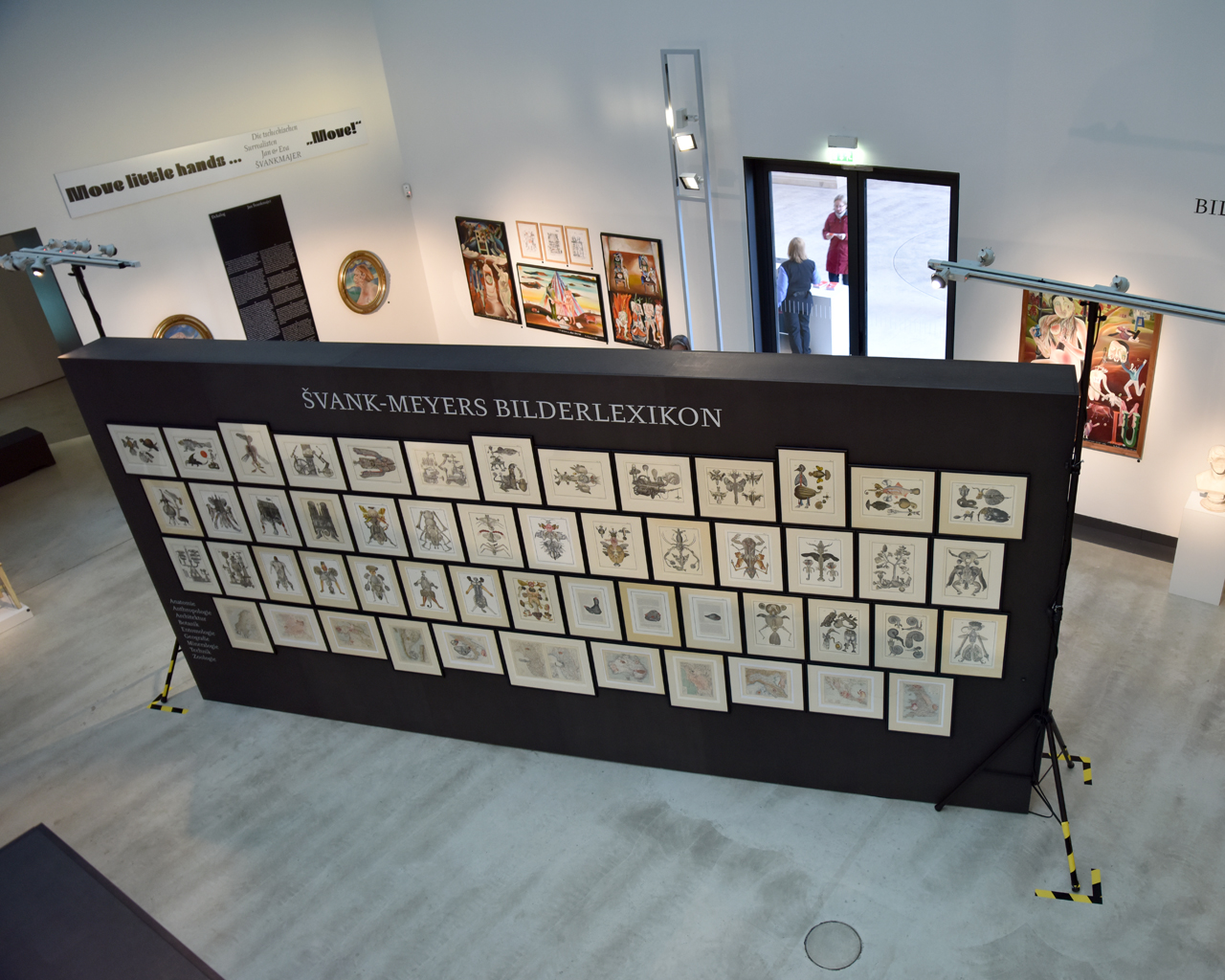
Pohled do výstavy 5, Dresden 2020
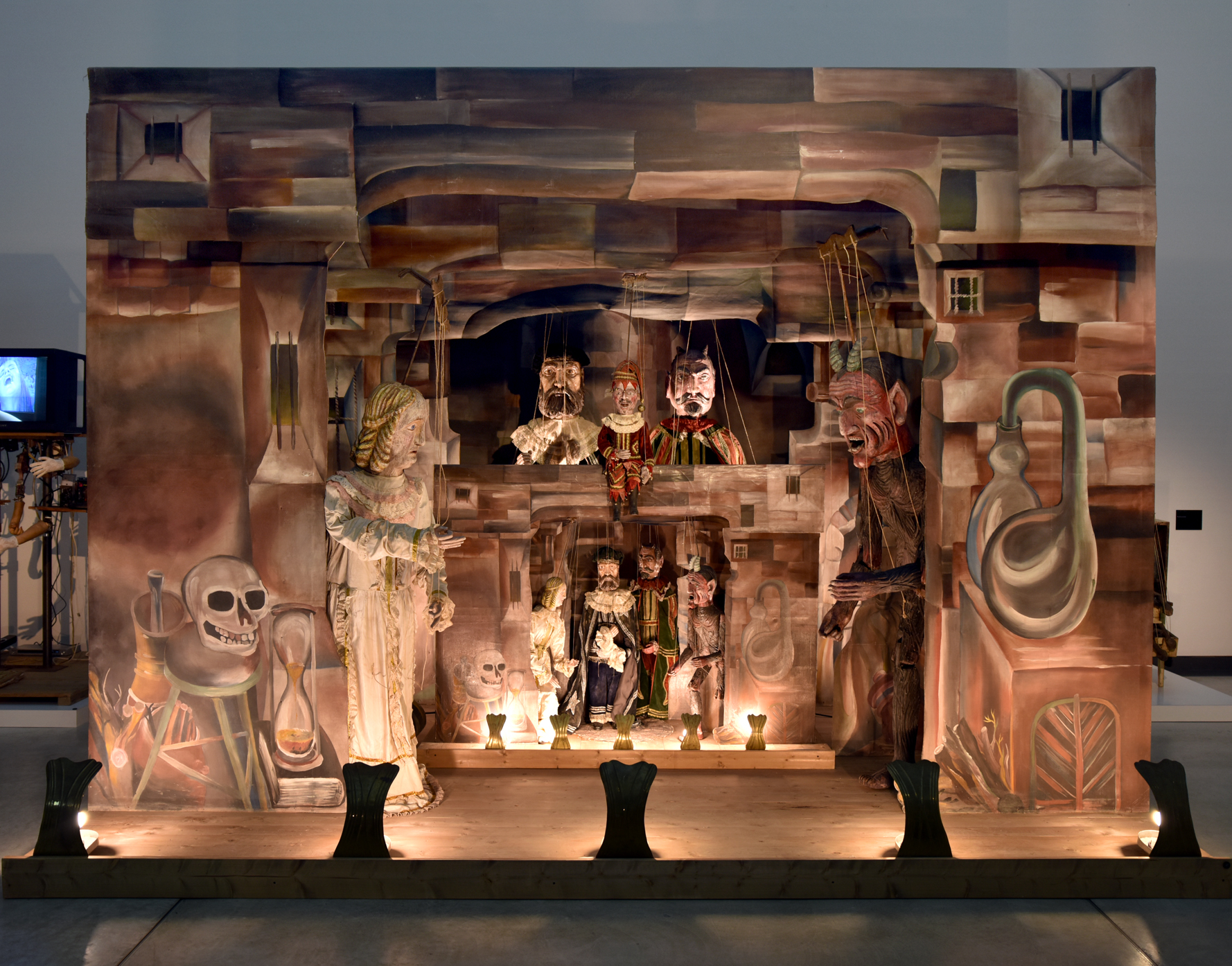
Pohled do výstavy 6, Dresden 2020

#### Kolektivní výstavy (výběr)
- 1968/1969 Art tchécoslovaque, Maison des Jeunes et de la Culture (MJC), Orléans
- 1969 Ausstellung tschechischer Künstler, Galerie Riehentor, Basel
- 1971 45 zeitgenössische Künstler aus der Tschechoslowakei. Malerei, Plastik, Grafik, Glasobjekte, Baukunst, Köln
- 1981 Groupe surréaliste tchécoslovaquie, Galerie Phasme, Genève
- 1991–1992 Třetí archa (Skupina československých surrealistů), Mánes, Praha
- 1993 Das Umzugskabinett, Galerie 13, Hannover
- 1994 Europa, Europa: Das Jahrhundert der Avantgarde in Mittel- und Osteuropa, Bundeskunsthalle, Bonn
- 1997 Očima Arcimboldovýma, Národní galerie Praha
- 2000 Tschechischer Surrealismus und Art Brut zum Ende des Jahrtausends, Palais Pálffy (Österreichisches Kulturzentrum), Wien
- 2003/2004 World of Stars and Illusions: Gems of the Czech Film Poster Tradition, Czech Centre, New York City, London, Los Angeles, Dresden, Hong Kong, Macao
- 2004 Tsjechische l'art brut tchèque, Musee d'art spontane (Museum voor spontane kunst), Brussels
- 2007 Skupina Máj 57, Pražský hrad, Císařská konírna, Praha
- 2007/2008 Exitus: Tod alltäglich, Künstlerhaus Wien
- 2009 Spolek výtvarných umělců Mánes (1887 - 2009) / Verein Bildender Künstler Manes (1887 - 2009): Historie a současnost významného českého uměleckého spolku / Geschichte und Gegenwart des Tschechischen Kunstvereins, Saarländische Galerie – Europäisches Kunstforum e.V., Berlin
- 2009/2010 Gegen jede Vernunft: Surrealismus Paris - Prag, Wilhelm-Hack-Museum, Ludwigshafen
- 2012 Jiný vzduch: Skupina česko-slovenských surrealistů 1990–2011, Staroměstská radnice, Praha
- 2013/2014 Czech Posters for Film. From the Collection of Terry Posters, National Film Center. National Museum of Modern Art, Tokyo, Kyoto
- 2014 Metamorfosis: Visiones fantásticas de Starewitch, Švankmajer y los hermanos Quay, Centre de Cultura Contemporània de Barcelona
- 2015 Einfach phantastisch!, Barockschloss Riegersburg
- 2021/2022 Surrealism Beyond Borders, The Metropolitan Museum of Art, New York, Tate Modern, London[160][161]
- 2023 À flanc d'abîme: Surréalisme et Alchimie, Centre International du Surréalisme et de la citoyenneté mondiale, Saint-Cirq-Lapopie
- 2024 Kafkaesque - Franz Kafka & současné umění / Franz Kafka & Contemporary Art, DOX, Centrum současného umění / Centre for Contemporary Art, Praha

### Literární dílo
Jan Švankmajer si zapisuje sny a některé pak převádí do filmových scénářů nebo divadelních aktovek. Ve svých literárních textech se nijak netají skeptickým názorem na současnou podobu lidské civilizace, která svým pragmatismem, utilitarismem a racionalismem ničí duchovní podstatu člověka. Žánr, který podle něj nejvýstižněji odpovídá jejímu dnešnímu stavu, je černá groteska. Stát je nástrojem represe a běžný člověk obětí manipulace, tak jako filmový Faust. Svobodu a osobní integritu je možné si zachovat pouze osobní revoltou. Umění nahradila reklama a zábavné pořady, novou ideologií se stal konzum. Lidstvo se všechny ušlechtilé a humanistické myšlenky, snad z nedočkavosti, pokouší zavést nejprve rychlou a krvavou cestou a teprve po krachu této brutální varianty nastoupí zdlouhavou cestu pokojné evoluce. Švankmajerovy apokalyptické vize předpokládají post-civilizační rozpad národních států spojený s návratem nového feudalismu v podobě jakýchsi knížectví, ovládaných nadnárodními koncerny, kde se obyčejní lidé opět stanou nevolníky.
Roku 1983 vydal v pěti exemplářích jako samizdat své dílo Hmat a imaginace, které pak vyšlo znovu roku 1994 v nakladatelství Kozoroh.

#### Kolektivní sborníky
- František Dryje, Šimon Svěrák, Roman Telerovský (eds.), Princip imaginace, Spolek Analogon, Praha 2016
- Opak zrcadla, antologie Surrealistické společnosti v Československu, Genf Praha 1985, samizdat
- Proměny humoru, katalog k tematické výstavě Surrealistické společnosti v Československu, Genf Praha 1984, samizdat
- Sféra snu, katalog k tematické výstavě Surrealistické společnosti v Československu, Le-La, Genf Praha 1983, samizdat
- Otevřená hra, Praha 1979, samizdat
- Le-La 11, 12 (věnováno Surrealistické společnosti v Československu), Genf Praha 1977, samizdat

#### Články (výběr)
- Jan Švankmajer, Felaceus Oidipus, Surréalisme 2, Savelli, Paris 1977
- Jan Švankmajer, Le restaurateur, Surréalisme 1, Savelli, Paris 1977
- Jan Švankmajer, L'avenir est aux machines impsatrices, in: V. Bounoure, La civilisation surréaliste, Payot, Paris 1976
- Jan Švankmajer, La langue, Change Mondial II, Seghers-Lafont, Paris 1975
- Jan Švankmajer, Repas, Bulletin de la liason surréaliste 5, Paris 1972

### Monografie
- Luboš Jelínek (ed.), Jan Švankmajer - Grafika, 97 s., Galerie Art Chrudim, 2023, ISBN 9788090859708
- Bruno Solařík (ed.), Jan Švankmajer, 304 s., Albatros Media a.s., Praha 2018, ISBN 978-80-264-1814-6
- František Dryje, Bertrand Schmitt (eds.), Jan Švankmajer, Ivo Purš, Dimensions of Dialogue—Between Film and Fine Art, 508 s., Arbor Vitae, Řevnice 2012, ISBN 9788074670169
- Ursula Blickle, Gerald Matt (eds.), Das Kabinett des Jan Švankmajer: das Pendel, die Grube und andere Absonderlichkeiten, 239 s., Art Pub Incorporated, 2011, ISBN 9783869842561
- Peter Hames, The Cinema of Jan Svankmajer: Dark Alchemy, 224 p., Wallflower Press; 2nd edition, 2007, ISBN 978-1905674459
- Charles Jodoin-Keaton, Le cinéma de Jan Švankmajer, un surréalisme animé, 128 p., Editions les 400 coups, Montréal 2002, ROUGE PROFOND 2011, ISBN 9782915083446
- Maia Bouteillet, Jan Švankmajer, un surréaliste du cinéma d'animation, Les Éditions Ciné-Fils, Strasbourg 1999, ISBN 2-911935-08-X
- Peter Hames: Dark Alchemy. The films of Jan Svankmajer, Flick Books, Trowbridge 1995
- Simeona Hošková, Květa Otcovská (eds.), Jan Švankmajer, Transmutace smyslů, 104 s., Středoevropská galerie a nakladatelství Praha 1994

### Katalogy (výběr)
- Metamorphosis. Fantasy Visions in Starewitch, Švankmajer and the Quay Brothers, 192 p., CCCB - Gabinet de Premsa i Comunicació de la Diputació de Barcelona 2014, ISBN 978-84-9803-513-1
- Bruno Solařík, František Dryje (eds.), Jiný vzduch: Skupina česko-slovenských surrealistů 1990–2011, kat. 192 s., Art Movement - Sdružení Analogonu, Praha 2012
- Gaudia, Evašvankmajerjan, 131 s., Kyuryudo Art Publishing Co., Tokyo 2005, ISBN 4763005308
- Eva Švankmajerová, Jan Švankmajer: Jídlo, kolektiv autorů, kat. 236 s., Správa Pražského hradu, Arbor vitae, 2004, ISBN 80-86300-46-3, 80-86161-77-3
- Jan Švankmajer, František Dryje, Syrové umění sbírka Jana a Evy Švankmajerových, Arbor vitae, 2004, ISBN 80-86300-45-5
- Jan Švankmajer, Eva Švankmajerová, memoria dell' animazione, animazione della memoria, (it.), 167 s., Ed. Gabriele Mazotta, Milano 2003, ISBN 88-202-1659-0
- Eva Švankmajerová & Jan Švankmajer: De bouche à bouche, Maurice Corbet et al., kat. 168 s., Les Éditions de l'Œil, Montreuil 2002
- František Dryje, Jan Švankmajer: Síla imaginace, 271 s., Dauphin, Mladá fronta 2001, ISBN 80-7272-045-7
- Jan Švankmajer: Un surréaliste du cinéma d'animation, Vratislav Effenberger et al., kat. 74 s., Musée d'Art Moderne et d'Art Contemporain (MAMAC), Nice 1999
- Bruno Fornara, Francesco Pitassio, Angelo Signorelli (eds.), Jan Švankmajer, Bergamo Film Meeting '97, Bergamo 1997
- Jan Švankmajer, L'alchimiste du surréel, catalogo della retrospektiva a Mulhouse 1997
- Dagmar Magincová (ed.), Eva Švankmajerová, Jan Švankmajer, Anima animus animace - mezi filmem a volnou tvorbou, Nadace Arbor vitae,; Slovart; Arbor vitae, Praha 1997, ISBN 80-901964-3-8
- Peter Hames (ed.), Dark Alchemy (The Films of Jan Švankmajer), text R. Cardinal et al., Flicks Books, Trowbridge 1995
- Das Lexikon der Träume: Jan Švankmajer: Eine Werkschau, kolektiv autorů, kat. 48 s., Filmcasino, Vídeň 1993
- The Communication of Dreams, Oriel 31 at the Davies Memorial Gallery, Cardiff 1992
- Jan Švankmajer: La fuerza de la imaginacion, texty Jan Švankmajer, Stanislav Ulver, kat. 63 s., Semana internacional de Cine de Valladolid 1991
- Třetí Archa, 1970 - 1991: Surrealistická skupina v Československu, Mánes Praha 1991
- La conmanination des sens, Le Centre International du Cinéma d'Animation, Annecy 1991
- Bouillonnements cachés, Editions Confédérations Parascolaires, Bruxelles 1987 (s Evou Švankmajerovou)
- Eva Švankmajerová, Jan Švankmajer, Infantile Lüste, Sonnenring Galerie Münster, November 1977

### Encyklopedie
- Slovník českých a slovenských výtvarných umělců 1950–2006 (XVII. Šte – Tich), s. 182-184, Výtvarné centrum Chagall, Ostrava 2006, ISBN 80-86171-27-2
- Anděla Horová (ed.), Nová encyklopedie českého výtvarného umění (Dodatky), Academia, nakladatelství Akademie věd České republiky, Praha 2006, ISBN 80-200-1209-5
- Všeobecná encyklopedie v osmi svazcích (7: ř/š), 428 s., Diderot, Praha 1999, ISBN 80-902555-9-0
- Všeobecná encyklopedie ve čtyřech svazcích (Díl 4: ř/ž), 717 s., Nakladatelský dům OP, Praha 1998, ISBN 80-85841-37-1
- Kdo je kdo v České republice (94/95), 720 s., Modrý jezdec, spol. s r.o., Praha 1994, ISBN 80-901631-2-2
- Kdo je kdo Česká republika, Federální orgány ČSFR 91/92 (II. díl N-Ž), 662 s., Nakladatelství Kdo je kdo, Praha 1991, ISBN 80-901103-0-4
- J. H. Matthews, Languages of Surrealism, U. Missouri Press, Columbia 1986, ISBN 9780826204820
- J. Brabec (ed.), Slovník českých spisovatelů, Sixty-Eight Publishers Co., Toronto 1982
- Adam Biron, René Passeron (eds.), Dictionnaire général du Surréalisme et de ses environs, 464 s., Office du Livre S.A., Fribourg 1982, ISBN 2-13-037-280-5
- J. H. Matthews, The Imagery of Surrealism, 293 pp., Syracuse University Press 1977
- René Passeron (ed.), Encyklopédie du surréalisme, Somogy Éditions d'art, Paříž 1975

### Diplomové práce
- Anna-Angela Gnavi, Rozbor díla Jana Švankmajera, bakalářská práce, VŠ kreativní komunikace, Praha 2022
- Michaela Krčálová, Sklizeň, bakalářská práce, PedF, UHK 2022
- Dorota Jakubíčková, Použití klasických výtvarných a animačních technik v krátkometrážních filmech Jana Švankmajera, bakalářská práce, ÚHV FF MUNI, Brno 2021
- Andrea Kubantová, Český literární surrealismus od roku 1990 dodnes, diplomová práce, ÚČL FF MUNI, Brno 2021
- Filip Novák, Eva Švankmajerová: proti statusu quo, bakalářská práce, ÚČLK, FF UK 2021
- Sára Tesfaye, Přechody mezi hranými a animovanými pasážemi v krátkometrážních filmech Jana Švankmajera, FMK UTB Zlín, 2019
- Aneta Císařová, Plošková animace na podkladě snímání živé akce (Film Jana Švankmajera a Raoula Servaise), bakalářská práce, FU, Ostravská univerzita 2019
- Matúš Slamka, Imaginácia na druhú: Rozbor filmových adaptácii Jána Švankmajera, magisterská práce, OFV FF MUNI, Brno 2018
- Veronika Dočkálková, Průvodce nástrahami předmětů každodenního života, bakalářská práce, PedF, JČU České Budějovice 2018
- Lucie Kubátová, Zvukové aspekty v surrealistické filmové tvorbě, FF MUNI, Brno 2017
- Karolína Tomášková, Působení časopisu Analogon a soudobých surrealistických autorů v kontextu vývoje surrealismu v české literatuře, diplomová práce, FF Univerzita Pardubice 2017
- Simona Darulová, Athanor na ceste z ilegality 80. rokov k novým porevolučným podmienkam, bakalářská práce, OFV FF MUNI 2016
- Dagmar Civišová, Rozbor vybraných krátkých animovaných filmů Jana Švankmajera, bakalářská práce, UJAK, Praha 2015
- Barbora Černá, "Teď musíte zavřít oči, jinak nic neuvidíte." Surrealistický sen a narušování principů klasické narace ve filmu Něco z Alenky, bakalářská práce, OFV FF MUNI, Brno 2015
- Klára Nováková, Výrazná osobnost českého hraného filmu - Jan Švankmajer, bakalářská práce, FF, ZČU v Plzni 2014
- Jaroslava Kolibačová, Postava dítěte ve filmu Jana Švankmajera Něco z Alenky (1988), bakalářská práce, FF UP Olomouc 2014
- Lucie Kubátová, Zvukové aspekty v krátkometrážní tvorbě Jana Švankmajera, bakalářská práce, ÚHV FF MUNI, Brno 2013
- Adriana Rybářová, Cesta do hlubin Švankmajerovy tvorby, bakalářská práce, PedF JČU České Budějovice 2012
- Petr Balej, Jan Švankmajer - inspirace literaturou a divadlem, Bakalářská práce, FTF AMU, Praha 2011
- Kateřina Slezáková, Prvky surrealismu v tvorbě Jana Švankmajera, diplomová práce, FF MUNI v Brně 2011
- Lucia Pazderková, Adaptácie Alice v krajine zázrakov v dielach Disneyho, Tálskej, Švankmajera a Burtona, bakalářská práce, JAMU Brno 2011
- Jan Bařinka, Carrollova Alenka jako inspirační zdroj, diplomová práce, FF MUNI v Brně 2010
- Eun Sue Kim, Lekce Švankmajer, diplomová práce, FTF AMU, Praha 2010
- Hana Valachová, Výtvarné dílo Jana Švankmjaera, bakalářská práce, FF UJEP Ústí nad Labem 2010
- Petra Bučková, Život a dílo Jana Švankmajera, bakalářská práce, FMK, UTB, Zlín 2010
- Jiří Neděla, Princip surrealismu ve filmové tvorbě Jana Švankmajera, diplomová práce, FF UP Olomouc 2009
- Michal Rolenc, Švankmajerovo zpracování faustovského mýtu, bakalářská práce, FF MUNI, Brno 2008

### Souborné publikace
- Jan Švankmajer: Flat, in: The Uncanny in the Everyday, Stephanie D’Alessandro and Matthew Gale (eds.), Surrealism Beyond Borders, 384 s. The Metropolitan Museum of Art, New York, Tate Modern, London 2021, ISBN 9781588397287, p. 229
- John Grant, Animated Movies Facts, Figures and Fun, (JŠ, Něco z Alenky, p. 69, Faust, p. 71) AAPPL Artists and Photographers Press, Ltd., 2006, ISBN 9781904332527
- Peter Hames, The Czechoslovak New Wave, 288 p., Wallflower Press 2005 (1st ed. 1985), ISBN 9781904764427, česky nakl. KMa, 2008, ISBN 978-80-7309-580-2
- Steven Jay Schneider, Tony Williams (eds.), Horror International, Wayne State University Press 2005, ISBN 9780814331002
- Peter Hames, The Cinema of Central Europe, 291 p., Wallflower Press, London and New York 2004, ISBN 9781904764205
- John Grant, Masters o animation, 208 pp., NY: Watson-Guptill Publications, New York 2001, ISBN 9780823030415
- Martine Lusardy, Alena Nádvorníková, L' art brut tchèque, Paris 2002, ISBN 2951047258
- Vincent Bounoure & Michael Löwy, Moments du Surréalisme, 256 p., Editions L'Harmattan, Paris 1999, ISBN 9782738479112 (p. 204-207)
- Alena Nádvorníková, K surrealismu, 348 s., Torst, Praha 1998, ISBN 80-7215-071-5 (s. 223-267)
- Angela Carter, American Ghosts and Old World Wonders, 160 p., Trafalgar Square; New edition (January 1, 1994), ISBN 9780099133711
- Giannalberto Benazzi, Cartoons. Le cinema d'animation, 1892–1992, Liana Levi 1991, ISBN 9782867460739
- James Donald (ed.), Fantasy and the Cinema, 304 p., British Film Institute; First Edition (January 1, 1989), ISBN 9780851702292
- Daniel J. Goulding (ed.) Post New Wave Cinema in the Soviet Union and Eastern Europe. Bloomington: Indiana Univ. Press, 1989
- David W. Paul, Politics, Art, and Commitment in the East European Cinema, 314 p., Palgrave Macmillan 1984, ISBN 9780312626310
- Petr Král, Le surréalisme en Tchécoslovaquie : choix de textes 1934–1968, 359 p., Gallimard, Paris 1983, ISBN 2070216926

### Články (výběr)
- Pavlína Vogelová: Jan Švankmajer - principy imaginace v gurmánském gejzíru, Fotograf 21 (2022), č. 42, s. 32-37
- Hynek Glos, Petr Vizina: Jan Švankmajer, in: Stará garda, nakl. Argo, Praha 2016, s. 72-77, ISBN 978-80-257-1881-0
- Švankmajerova kunstkamera, Art & Antiques Roč. 13, 2014, č. 11, s. 80 III
- Anna Pravdová, Poezie je jen jedna, Art & Antiques Roč. 11, 2012, č. 11, s. 34-40
- Nadia Rovderová: Jan Švankmajer: přežít svůj život, Ateliér 24, 2011, č. 1, s. 16
- Jan Švankmajer, jak přežít svůj život, Dolcevita Roč. 9, 2010, č. 10, s. 137
- Radan Wagner, Jak přežít život, Revue Art roč. 5, č. 4, 2008, s. 4-9
- Jan Kolář, Velký rozhovor s Janem Švankmajerem, Divadelní noviny 2006, příloha VI, s. I-VII
- Josef Janda, Subverze imaginace, Film a doba 3, 2004, s. 188-191
- Peter Hames, Bringing up baby, Sight and Sound 10, 2001, pp. 26-28
- Terry Gilliam, Imaginární signifikant (české) kinematografie. O surrealismu, censuře a smyslnosti, Film a doba 1-2, 1998, s. 2-3
- Brigit Gerhard, Svankmajer, Death, Surrealism and Assorted Perversion, The Chronicles 9, 1998, pp. 12-13
- Wendy Jackson, The Surrealist Conspirator: An Interview With Jan Svankmajer, Animation World Magazine 2-3, 1997
- Ludvík Šváb: Jan Švankmajer, tvorba jako nalézání smyslu, Grapheion 2, 1997, s.42-51
- Georges Heck, Le Faust de Prague, LimeLight 59, 1997, pp. 38-41
- Jan Uhde, The Arcimboldo of Animation, Kinema, Fall 1995
- Michael Roudevitch, Jan Švankmajer toujours sur labraise, Bref 25, 1995, pp. 10-11
- Michael O'Pray, Between Slapstick and Horror, Sight and Sound 9, 1994, pp. 20-23
- Michael Beddow, Dialogues with the Devil, Times Literary Supplement no. 4776, 1994, pp. 22-23
- Philip Strick: Faust, Sight and Sound 4, 1994, pp. 40-41
- František Dryje, Tři filmy Jana Švankmajera, Film a doba 1, 1991, s. 32-34
- Eusebio Ciccoti: Jan Švankmajer e il teatro tattile, in: Teatro contemporaneo 22/23, 1989, pp. 77-89
- Eusebio Ciccoti: Jan Švankmajer, in: Avanguardia e cinema in Cecoslovacchia, Editore Bulzoni, Roma 1989
- Michel Ciment, Lorenzo Codelli, Entretien avec Jan Švankmajer, Positif 345, 1989, pp. 45-47
- Eusebio Ciccoti: Walpole, Poe, Villiers de l'Isle-Adam, Caroll, Nezval nel cinema surrealista di Jan Švankmajer, in: Berenice, Letteratura Francese Contemporanea 20, Italia 1987
- Animating the Fantastic (Jan Švankmajer), Afterimage 13, London 1987
- Philip Strick, Poslední trik Pana Schwarcewalldea a Pana Edgara, Monthly Film Bulletin 53 (July 1986), 223
- Julian Petley, The Cabinet of Jan Svankmajer -- Prague's Alchemist of Film, Monthly Film Bulletin 53 (June 1986), pp. 188-89
- Paulo Antonio Paranagua, Hommage a Jan Švankmajer, surrealiste tcheque, Positif 224, 1979, p. 58-60
- Vratislav Effenberger, Les sciences naturelles de Jan Švankmajer, Bulletin liaison de surréaliste 9, Paris 1974
- Vratislav Effenberger, Les sept films de Jan Švankmajer, Bulletin liaison de surréaliste 4, Paris 1971
- Robert Benayoun: Jan Švankmajer et ses paliers (Alice), Positif 346, pp. 46-47
- Kateřina Pošová, Byt: Nastavené zrcadlo Jana Švankmajera, Film a doba 12 (1968), s. 352-56